# Venere (astronomia)
Venere è il secondo pianeta del sistema solare in ordine di distanza dal Sole con un'orbita quasi circolare che lo porta a compiere una rivoluzione in 225 giorni terrestri. Prende il nome dalla dea romana dell'amore e della bellezza e il suo simbolo astronomico è la rappresentazione stilizzata della mano di Venere che sorregge uno specchio (; Unicode: ♀).
Con una magnitudine massima di −4,62, è l'oggetto naturale più luminoso nel cielo notturno dopo la Luna e per questo motivo è conosciuto fin dall'antichità. Venere è visibile soltanto poco dopo il tramonto e poco prima dell'alba e per questa ragione è spesso stato chiamato dagli antichi Greci (e poi dai Romani) stella della sera o stella del mattino. La scoperta che si tratta dello stesso oggetto sarebbe stata introdotta in occidente da Pitagora, ma sarebbe dovuta agli astronomi della Mesopotamia. Infatti nella Tavoletta di Venere di Ammi-saduqa sono riportate osservazioni risalenti al 1550 a.C. o antecedenti, in cui non si fa distinzione fra l'astro del mattino e quello della sera.
Classificato come un pianeta terrestre, a volte è definito il "pianeta gemello" della Terra, cui è molto simile per dimensioni e massa. Tuttavia per altri aspetti è piuttosto differente dal nostro pianeta. L'atmosfera di Venere è costituita principalmente da anidride carbonica ed è molto più densa dell'atmosfera terrestre, con una pressione al livello del suolo pari a 92 atm. La densità e la composizione dell'atmosfera creano un impressionante effetto serra che rende Venere il pianeta più caldo del sistema solare.
Venere è avvolto da uno spesso strato di nubi altamente riflettenti, composte principalmente di acido solforico, che impediscono la visione nello spettro visibile della superficie dallo spazio. Il pianeta non è dotato di satelliti o anelli e ha un campo magnetico più debole di quello terrestre.

## Osservazione

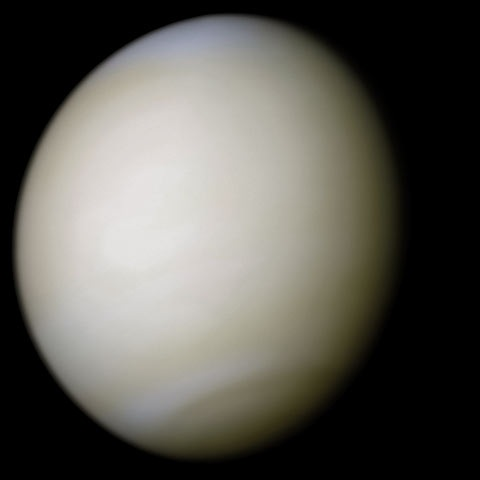
Venere in colori reali fotografato dalla sonda Mariner 10 il 5 febbraio 1974

Poiché si tratta di un pianeta interno, ovvero con un'orbita più vicina al Sole rispetto a quella della Terra, può essere visto soltanto per poche ore e nelle vicinanze del Sole stesso: durante il giorno la luminosità solare lo rende difficilmente visibile. Invece è molto brillante subito dopo il tramonto sull'orizzonte a ovest oppure poco prima dell'alba verso est, compatibilmente con la sua posizione. Ha l'aspetto di una stella lucentissima di colore giallo-biancastro, di gran lunga più brillante di qualsiasi altra stella nel firmamento. L'osservazione al telescopio è migliore quando non è completamente immerso nell'oscurità, ma piuttosto nelle luci del crepuscolo o in pieno giorno, in quanto il contrasto col cielo è minore e consente una migliore percezione dei deboli dettagli e delle ombreggiature dell'atmosfera; inoltre il pianeta in questi casi è più alto sull'orizzonte e la stabilità dell'immagine è migliore, in quanto meno disturbata dal riverbero dell'atmosfera terrestre. Particolarmente utile nell'osservazione telescopica di Venere è l'uso di filtri colorati per selezionare la luce a diverse lunghezze d'onda o di filtri neutri e polarizzatori per ottimizzare la quantità di luce nelle osservazioni crepuscolari, permettendo di evidenziare maggiormente le tenui caratteristiche dell'atmosfera venusiana.
Essendo l'orbita del pianeta interna a quella della Terra, lo si vede muoversi alternativamente a est e a ovest del Sole. La sua elongazione (distanza angolare tra un pianeta e il Sole) può arrivare fino a 47°, variando tra due valori massimi a ovest e a est. Le variazioni della sua elongazione massima sono dovute più alla variazione della distanza tra Terra e Sole che alla forma dell'orbita di Venere e quando l'elongazione è ampia Venere può restare visibile per diverse ore. Periodicamente passa davanti o dietro al Sole entrando quindi in congiunzione: quando il passaggio avviene dietro si ha una congiunzione superiore, mentre quando avviene davanti si ha una congiunzione inferiore e la faccia illuminata del pianeta non è visibile dalla Terra in nessun momento del giorno. Il diametro angolare di Venere durante una congiunzione inferiore è di circa 66 secondi d'arco.
L'eclittica sull'orizzonte è un fattore molto importante per la visibilità di Venere. Nell'emisfero boreale l'inclinazione è massima dopo il tramonto nel periodo dell'equinozio di primavera oppure prima dell'alba nel periodo dell'equinozio d'autunno. È importante anche l'angolo formato dalla sua orbita e l'eclittica: infatti Venere può avvicinarsi alla Terra fino a 40 milioni di chilometri e raggiungere un'inclinazione di circa 8° sull'eclittica con un forte effetto sulla sua visibilità.
A parte il Sole, la Luna e con difficoltà Giove, Venere è l'unico corpo celeste che è visibile a occhio nudo anche di giorno, sia pure a condizione che la sua elongazione dal Sole non sia troppo piccola e che il cielo sia abbastanza terso.

### Fasi

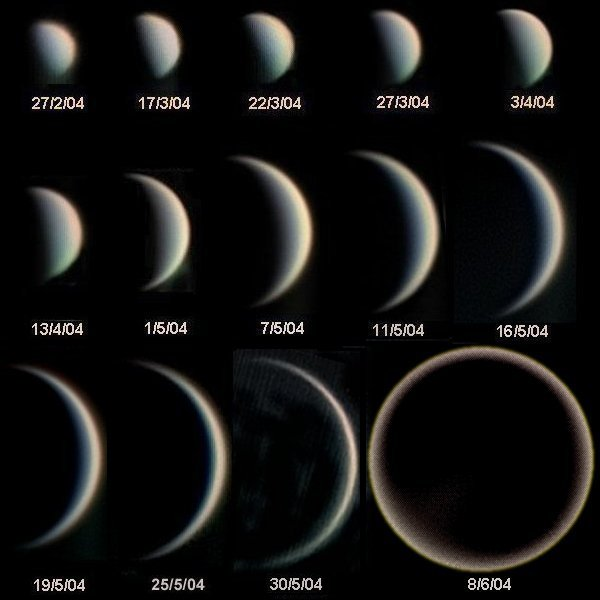
Fasi di Venere ed evoluzione del suo diametro apparente. Immagini riprese dall'Osservatorio europeo australe nel 2004.

Similmente alla Luna, la porzione di superficie visibile dalla Terra non risulta completamente illuminata e la variazione di illuminazione nel corso dell'orbita genera delle fasi. Al variare delle fasi varia anche il diametro apparente e la luminosità percepita da un osservatore sulla Terra. La fase piena, durante la quale la faccia del pianeta rivolta verso la Terra è completamente illuminata, si verifica quando Venere si trova in congiunzione superiore col Sole e non è osservabile dal nostro pianeta. Alla congiunzione inferiore corrisponde il massimo valore del diametro apparente di Venere, pari a 66 secondi d'arco, e la sua fase nuova, con la faccia del pianeta rivolta verso la Terra quasi completamente in ombra.

### Pentagramma

Il pentagramma di Venere. La Terra è posizionata al centro del diagramma e la curva rappresenta la posizione relativa di Venere in funzione del tempo.

Il percorso effettuato da Venere e osservato dalla Terra ha una forma molto particolare dovuta alla risonanza orbitale di circa 13:8. Sotto questa risonanza il percorso descrive una figura simile a un pentagramma in funzione di direzione e distanza, pentagramma che si ripete ogni 8 anni, ovvero 13 orbite complete di Venere: il rapporto 8⁄13 è approssimativamente 0,6154 mentre il periodo di rivoluzione di Venere è 0,6152 anni, da qui la risonanza. Questa leggera differenza fa sì che dopo 8 anni il pentagramma successivo sia ruotato rispetto al precedente di 2,55°.

## Storia delle osservazioni
Conosciuto probabilmente già nella preistoria, Venere fu osservato poi da tutte le culture antiche come quella dei babilonesi che lo chiamarono Ištar, in onore della dea dell'amore, dell'erotismo e della guerra. Egizi, Greci, Maya e Romani distinguevano invece le apparizioni mattutine e serali in due corpi distinti, chiamandolo stella del mattino o stella della sera: Lucifero quando appariva prima dell'alba e Vespero quando appariva a ovest al calar del Sole. Per via del suo splendore in molte culture, tra cui quella Maya, Venere rappresentava due divinità gemelle, in cui venivano rispettivamente identificati Quetzalcoatl nella Stella del Mattino e Xolotl nella Stella della Sera. Era inoltre l'astro più studiato nei suoi movimenti in cielo. Per gli Inca rappresentava Chasca, dea dell'aurora dai lunghi capelli ricci, considerata il paggio del Sole poiché non si discostava mai troppo da esso.

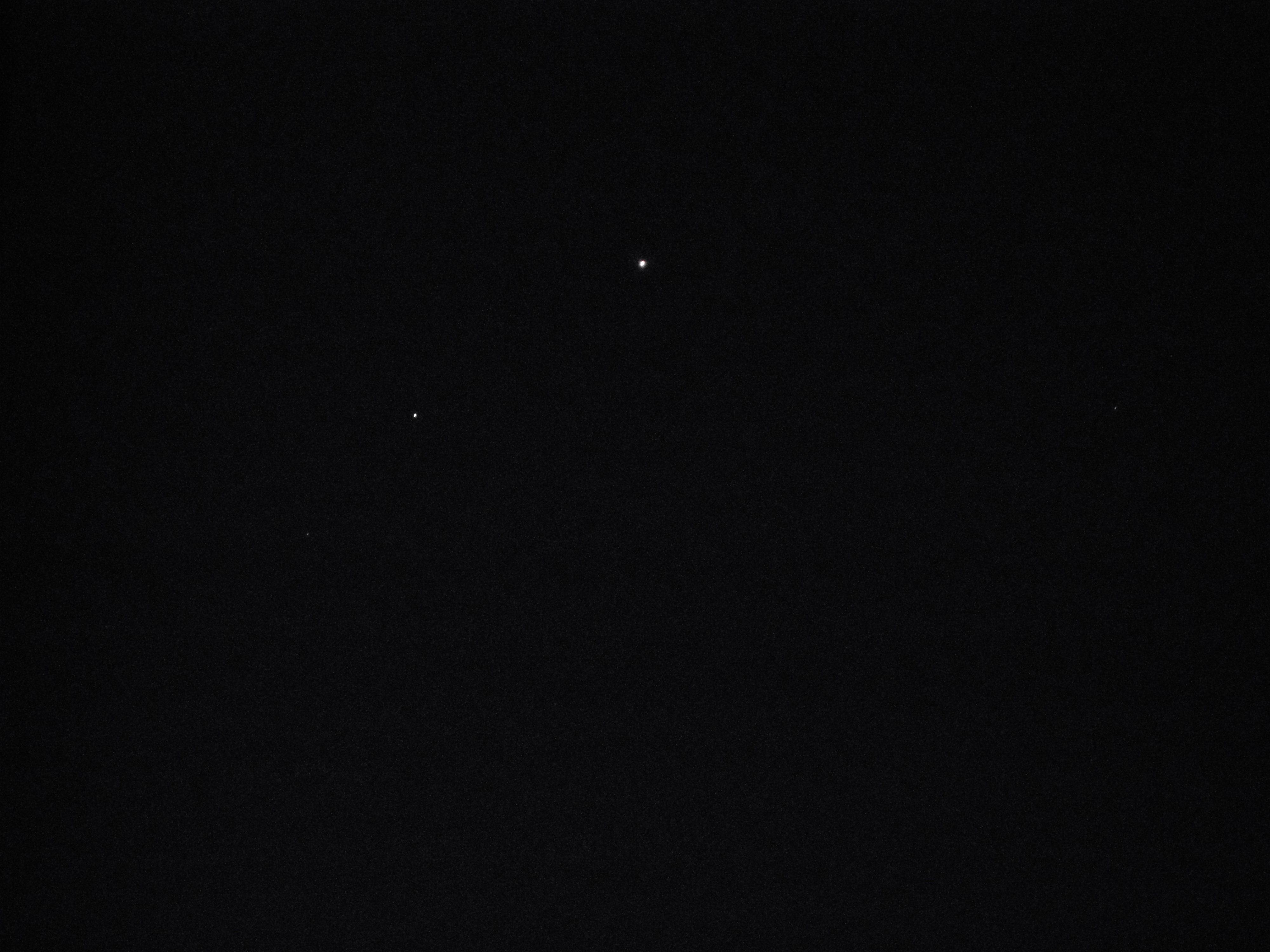
Da sinistra: Marte, Giove e Venere prima dell'alba del 22 ottobre 2015

Fu Galileo Galilei il primo a studiare Venere, osservandolo con il suo cannocchiale. Egli riuscì ad osservare le fasi e notò che queste erano simili a quelle della Luna, dimostrando la correttezza della teoria eliocentrica predetta qualche decennio prima dall'astronomo polacco Niccolò Copernico che sosteneva che Venere era posto tra la Terra e il Sole e ruotava attorno a quest'ultimo. A maggior sostegno della teoria c'era anche l'osservazione di Galileo della variazione del diametro angolare di Venere durante le sue diverse fasi a seconda della sua distanza dalla Terra. Tuttavia, come usavano al tempo molti dotti quando ancora non erano completamente sicuri delle loro scoperte, Galileo inviò a Giuliano de' Medici a Praga l'11 dicembre 1610 che lo comunicò subito a Keplero, l'anagramma in latino Haec immatura a me frustra leguntur oy ("Queste cose premature sono da me dette invano") che si risolveva in seguito come: Mater Amorum aemulatur Cynthiae figuras ovvero "La madre degli amori (Venere) imita le forme di Cinzia (la Luna)".
Nel 1677 Edmond Halley suggerì di misurare la distanza Terra-Sole con osservazioni da diversi luoghi della Terra, in particolare in occasione dei transiti di Venere. Successive spedizioni in vari luoghi del mondo permisero di misurare la parallasse del Sole in 8,85 secondi d'arco. I transiti storici di Venere furono particolarmente importanti al riguardo; inoltre il transito del 1761 permise all'astronomo russo Michail Lomonosov di ipotizzare la presenza di un'atmosfera su Venere.

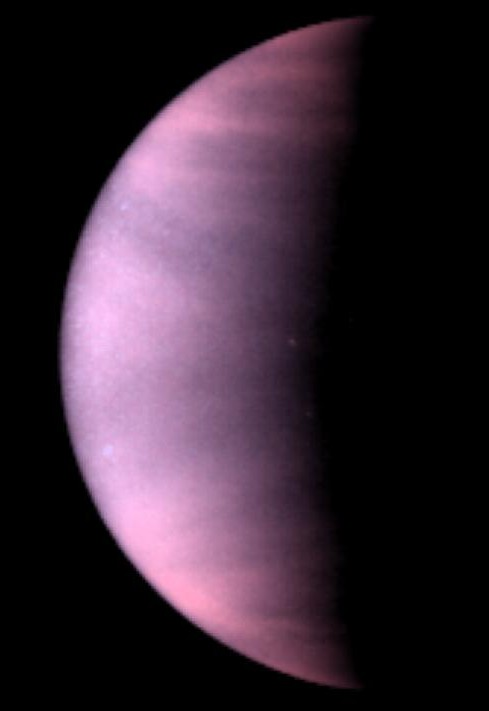
Venere visto dal Telescopio spaziale Hubble nel 2010

Lo spesso strato di nubi e l'alta luminosità del pianeta hanno costituito un serio ostacolo nell'individuazione del periodo di rotazione del pianeta. Cassini e Francesco Bianchini osservarono Venere e mentre il primo ipotizzò un periodo di 24 ore, Bianchini teorizzò un periodo di 24 giorni. Tuttavia William Herschel si accorse che il pianeta era ricoperto da uno spesso strato di nubi e che il periodo di rotazione non poteva dunque essere determinato con sicurezza. Così rimase un enigma anche se nel XVIII secolo molti astronomi pensavano che esso fosse di 24 ore, assumendo corrette le osservazioni di Cassini. Giovanni Schiaparelli fu il primo a sollevare nuove obiezioni a questa ipotesi ipotizzando che, come Mercurio, anche Venere fosse in rotazione sincrona, "bloccato" dal Sole. Schiaparelli infatti concluse i suoi studi l'11 agosto 1878 scrivendo: "Addio bella Afrodite, ormai la tua rotazione non sarà più un segreto".
Nel 1932, W. Adams e T. Dunham mediante osservazioni spettroscopiche nell'infrarosso scoprirono linee di assorbimento del carbonio che permisero di ipotizzare che l'anidride carbonica fosse predominante nell'atmosfera venusiana.
Nel 1961, durante una congiunzione, il periodo di rotazione di Venere fu misurato con il radiotelescopio di Goldstone, in California, anche se fu confermato definitivamente il suo moto retrogrado solo nel 1964. Intanto nel 1962 il Mariner 2 aveva raggiunto con successo il pianeta, inviando i primi dati su temperatura superficiale e composizione atmosferica.

### Transiti

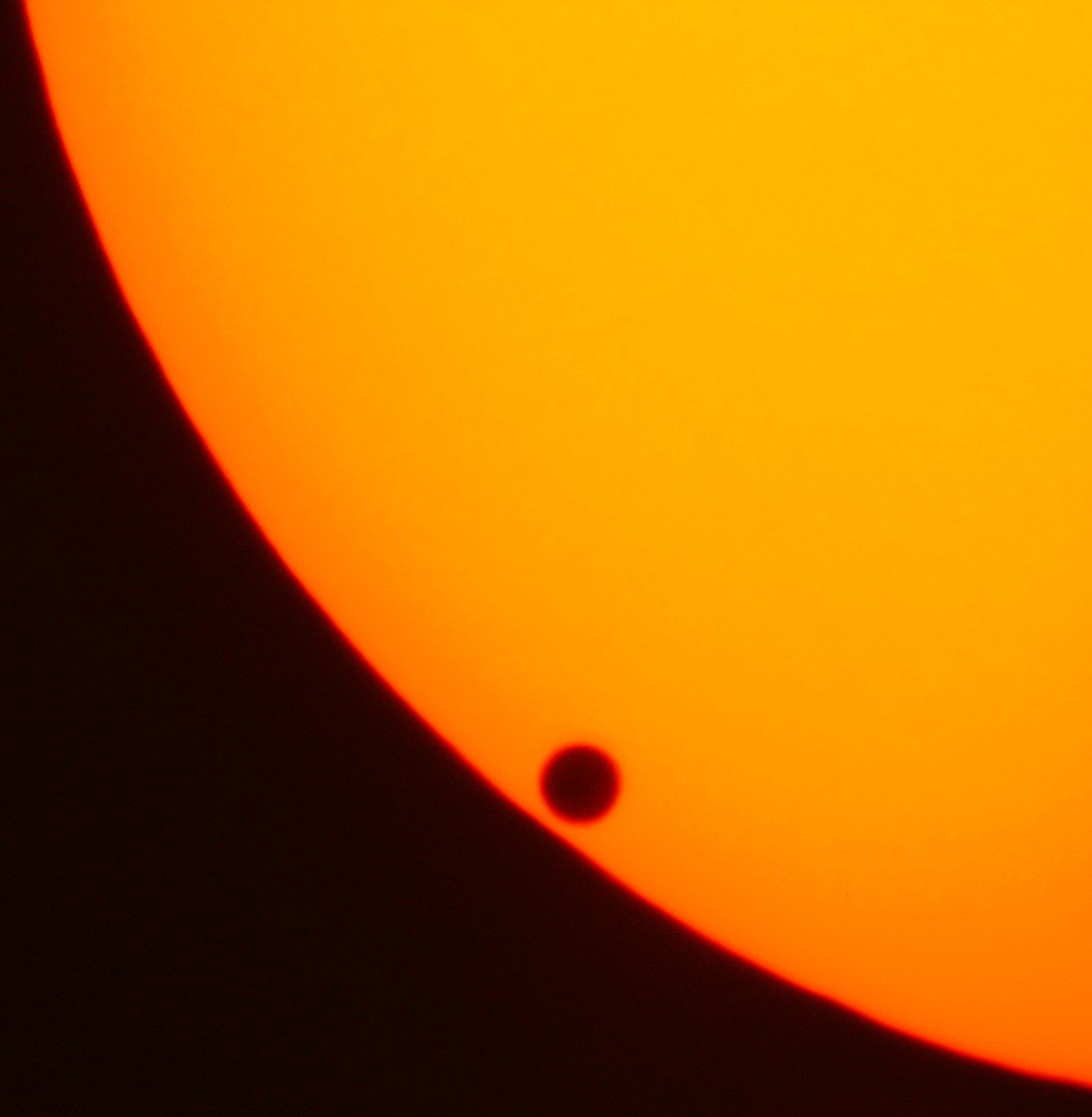
Immagine amatoriale di Venere nel transito del 2004. Chiaramente visibile l'alone analogo a quello osservato da Lomonosov nel 1761.

Un transito di Venere è un evento molto raro e avviene quando il pianeta si interpone fra la Terra e il Sole, oscurandone una piccola parte del disco. Solo gli ultimi due transiti, quelli del 2004 e del 2012, sono avvenuti successivamente all'acquisizione di conoscenze sul pianeta grazie all'esplorazione in loco con sonde spaziali e sono stati osservati con strumenti scientifici moderni. Nella storia dell'astronomia moderna e contemporanea i transiti di Venere sono considerati molto importanti sotto diversi punti di vista, tra cui quello della esatta misurazione dell'unità astronomica, la distanza tra la Terra e il Sole. I transiti avvengono a coppie, con un intervallo di otto anni tra i transiti di ciascuna coppia e intervalli di 121,5 e 105,5 anni tra coppie successive.
C'è qualche menzione di transiti di Venere sul Sole in epoche antiche, come quella dello scienziato persiano Avicenna che riporta di aver osservato Venere nel 1032 come una macchia che passava sopra il Sole, concludendo che il pianeta fosse più vicino al Sole di quanto lo sia la Terra. Anche l'astronomo arabo Ibn Bajja menzionò transiti di Mercurio e Venere sul Sole nel XII secolo; tuttavia studi storici di Bernard R. Goldstein e altri nel XX secolo escludono che questi transiti possano essere stati effettivamente osservati ad occhio nudo, concludendo che i due astronomi molto probabilmente osservarono delle macchie solari.
La prima previsione di un transito di Venere fu di Keplero nel 1631, anche se nessuno all'epoca riuscì ad osservarlo perché non visibile dall'Europa. Keplero non aveva previsto il transito che avvenne 8 anni dopo, cosa che fece il giovane astronomo britannico Jeremiah Horrocks, che nel 1639 osservò per primo un transito di Venere davanti al Sole. Da Horrocks in poi sono stati osservati solo altri sei transiti nel corso della storia, tra cui quello del 1761 che permise la scoperta dell'esistenza di un'atmosfera su Venere.
In quegli anni però lo studio dei transiti era volto alla stima della distanza Terra-Sole, su suggerimento di Halley che agli inizi del XVIII secolo aveva rivolto un appello agli astronomi più giovani dell'epoca, astronomi che avrebbero potuto essere ancora in vita in occasione dei successivi transiti del 1761 e del 1769. Molti astronomi di diverse nazionalità raggiunsero le località, sparse per il mondo e a volte difficili da raggiungere, da dove sarebbero stati visibili i transiti previsti. Particolarmente sfortunato fu l'astronomo francese Guillaume Le Gentil, che dopo aver perso il transito del 1761 osservabile dall'India perché a bordo di una nave in movimento, perse anche quello di otto anni dopo perché quel giorno il cielo si rannuvolò. Tornato in Francia ebbe anche la brutta sorpresa di trovarvi la moglie risposata mentre lui era stato dato per morto dalle autorità. Il famoso navigatore britannico James Cook intraprese nel 1768 il suo primo viaggio diretto a Tahiti perché incaricato dalla Royal Society di studiare un transito di Venere. Nel 1771 Jérôme Lalande, un altro astronomo francese, utilizzando i dati dei transiti precedenti stimò in 153 milioni di chilometri la distanza della Terra dal Sole, distanza poi corretta nel secolo successivo da Simon Newcomb in 149,67 milioni di km grazie alle osservazioni dei transiti del 1874 e del 1882.
I transiti di Venere in epoca contemporanea destano un nuovo interesse perché costituiscono un valido elemento di confronto per i metodi di individuazione di pianeti extrasolari.

### Missioni spaziali

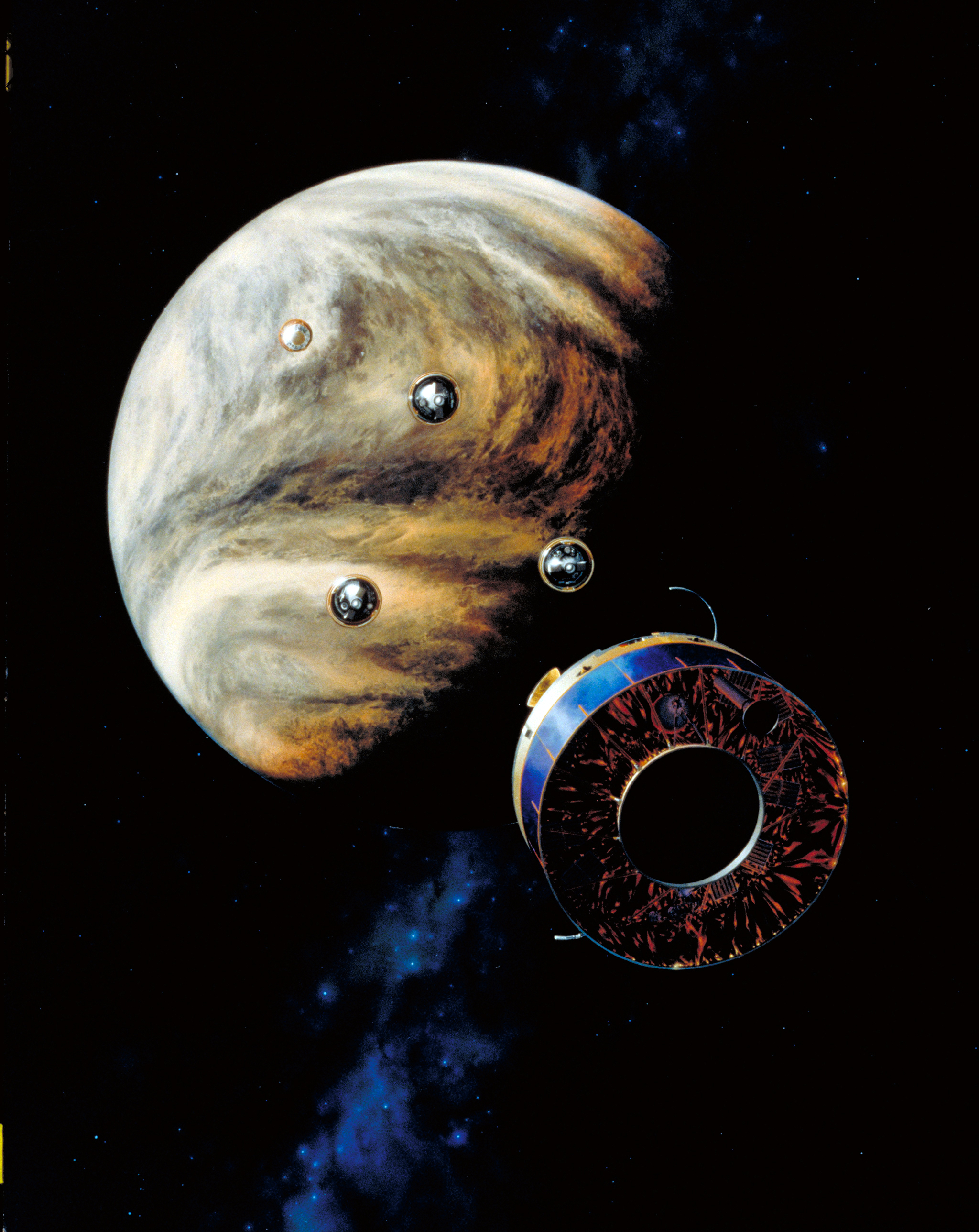
Rappresentazione artistica della navicella Pioneer Venus 2 del progetto Pioneer Venus project mentre lancia le sonde destinate all'atmosfera

La storia delle esplorazioni spaziali verso Venere nasce nel 1961 con la missione sovietica Venera 1 che effettuò il fly-by del pianeta senza però riuscire a trasmettere alcun dato. Il programma Venera continuò fino al 1983 con 16 missioni di successo.
È oggi noto che Venere possieda una superficie rovente su cui insiste un'atmosfera corrosiva con un'altissima pressione, ma in passato questi dati erano sconosciuti e ciò lasciò campo aperto a qualsiasi ipotesi. Carl Sagan teorizzò che Venere fosse coperta da un oceano non di acqua, ma di idrocarburi. Altri studiosi ritenevano che il pianeta fosse ricoperto da paludi mentre altri ancora ipotizzavano un mondo desertico. Gli scienziati sovietici delle missioni Venera erano così propensi ad aspettarsi un oceano che sulla sonda Venera 4, lanciata nel 1967, installarono un morsetto fatto di zucchero bianco raffinato che a contatto con l'acqua (o un altro fluido dotato della giusta composizione e temperatura) si sarebbe sciolto facendo scattare l'antenna che con questo stratagemma si sarebbe salvata dall'affondamento della sonda. Su Venere la sonda Venera 4 non solo non trovò un oceano, ma non raggiunse neppure la superficie. Smise infatti di trasmettere quando la pressione atmosferica superò le 15 atmosfere, soltanto una frazione delle 93 atmosfere presenti sulla superficie del pianeta.
Comunque si trattava di un risultato straordinario: per la prima volta un veicolo costruito dall'uomo aveva comunicato dati relativi all'analisi delle condizioni di un ambiente extraterrestre. I sovietici studiarono quindi una sonda più resistente. Il gruppo di Anatolij Perminov ipotizzò dapprima che la sonda dovesse resistere a una pressione di 60 atmosfere, quindi di 100 e infine di 150 atmosfere. Per tre anni il gruppo di Perminov testò le sonde in condizioni estreme e, per simulare l'atmosfera di Venere, costruì la più grande pentola di Papin del mondo, una pentola a pressione gigantesca in cui le sonde venivano immesse finché non si schiacciavano o fondevano.

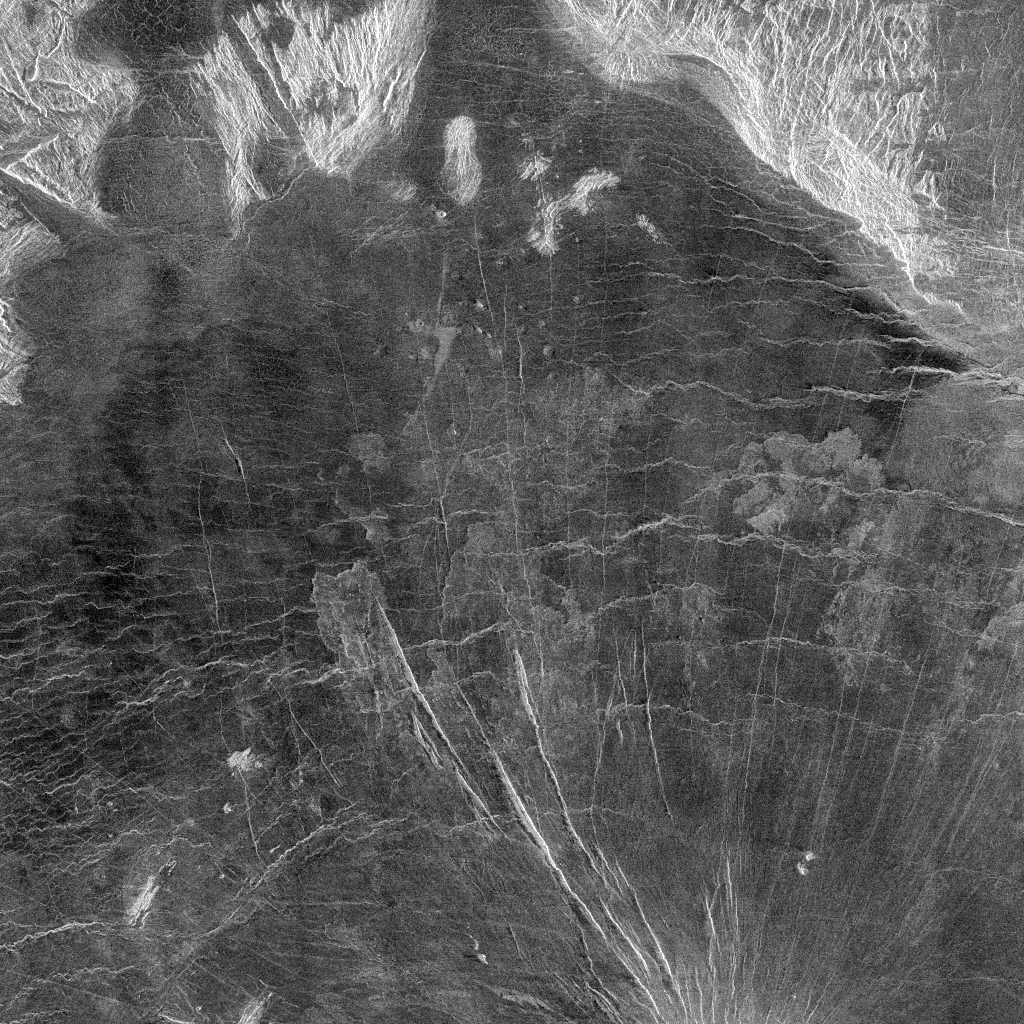
Immagine radar del sito di atterraggio della sonda sovietica Venera 10, fotografato dalla sonda statunitense Magellano (1990)

Venera 7 fu costruita per sopportare una pressione di 180 atmosfere e lanciata il 17 agosto 1970; il 15 dicembre dello stesso anno trasmise il segnale tanto atteso. La prima sonda costruita dall'uomo era atterrata su un altro pianeta e aveva comunicato con la Terra. Nel 1975 i sovietici inviarono le sonde gemelle Venera 9 e 10 equipaggiate con un disco frenante per la discesa nell'atmosfera e di ammortizzatori per l'atterraggio. Le sonde trasmisero immagini in bianco e nero della superficie di Venere mentre le sonde Venera 13 e 14 rimandarono le prime immagini a colori di quel mondo.
La NASA iniziò il suo programma di esplorazione spaziale verso Venere nel 1962 con il programma Mariner: tre sonde riuscirono con successo ad effettuare un fly-by del pianeta e trasmettere i dati alla Terra. Nel 1978 nell'ambito del progetto Pioneer Venus per lo studio dell'atmosfera venusiana gli statunitensi lanciarono diverse sonde separate verso Venere. Negli anni ottanta i sovietici proseguirono invece con le sonde Venera: le Venera 15 e 16 lanciate nel 1983 e dotate di Radar ad apertura sintetica mapparono l'emisfero nord del pianeta rimanendo in orbita attorno ad esso. Nel 1985 i sovietici lanciarono anche le sonde Vega 1 e 2 che rilasciarono moduli sulla superficie prima di andare verso l'incontro con la cometa di Halley, l'altro oggetto di studi di quelle missioni. Vega 2 atterrò nella regione Aphrodite raccogliendo un campione di roccia contenente anortosite - troctolite, materiale raro sulla Terra, ma presente negli altopiani lunari.
Nel 1989 la NASA, utilizzando lo Space Shuttle, lanciò verso Venere la Sonda Magellano, dotata di un radar che permise una mappa quasi completa del pianeta con una risoluzione nettamente migliore di quella delle precedenti missioni, lavorando per ben 4 anni prima della caduta e della conseguente distruzione nell'atmosfera venusiana, anche se qualche frammento potrebbe essere arrivato sulla superficie.

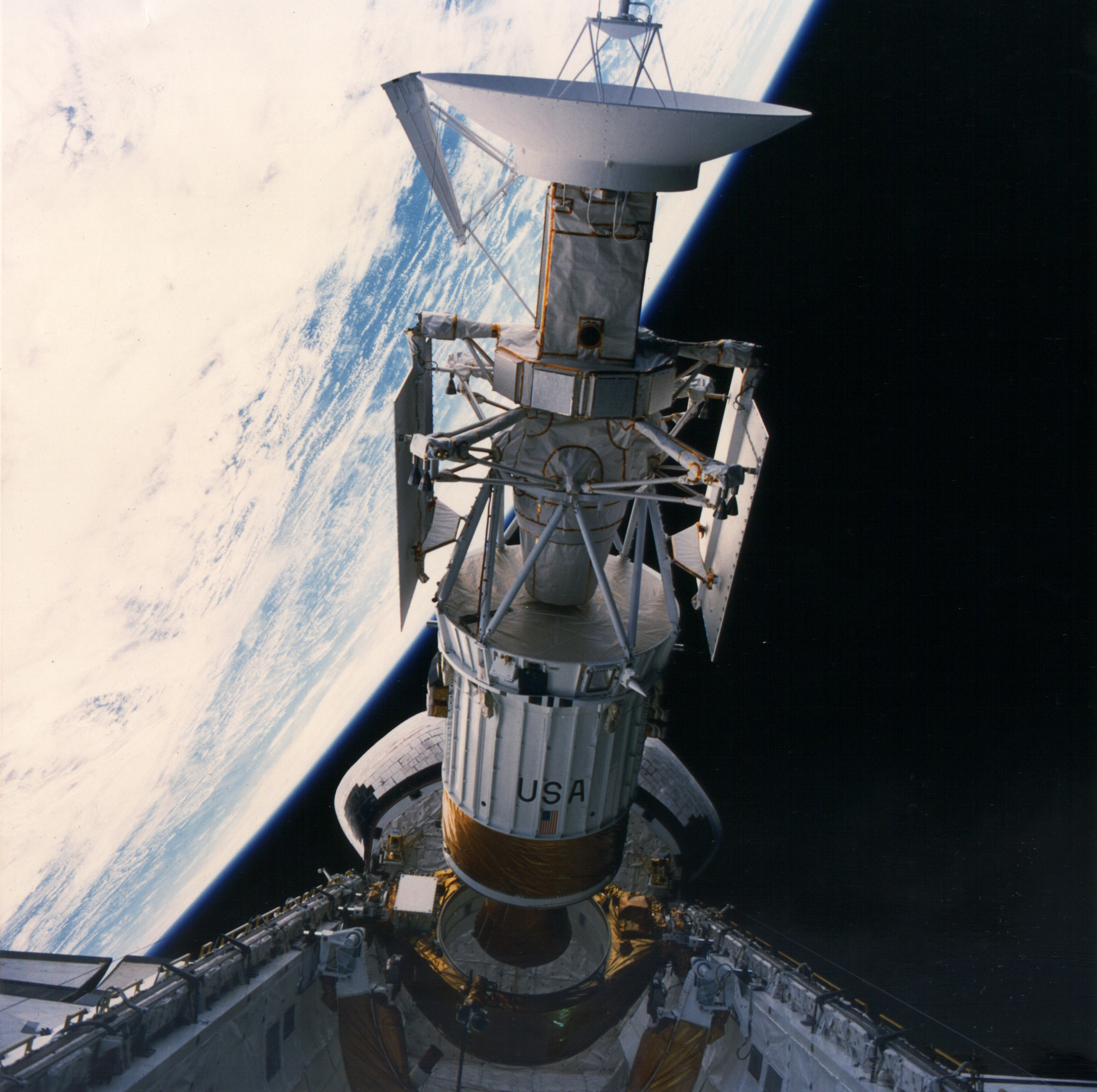
La sonda Magellano appena rilasciata dallo Shuttle Atlantis, poco prima di iniziare il suo viaggio verso Venere (1989)

Negli ultimi decenni, per risparmiare combustibile, Venere è stato spesso usato come fionda gravitazionale per missioni dirette verso altri pianeti del sistema solare. Fu il caso della sonda Galileo, diretta verso Giove e le sue lune, e la missione Cassini-Huygens, diretta all'esplorazione del sistema di Saturno, che effettuò due fly-by con Venere tra il 1998 e il 1999 prima di dirigersi verso le regioni esterne del sistema solare. Nel 2004 il pianeta venne usato due volte come fionda gravitazionale dalla sonda MESSENGER per dirigersi all'interno del sistema solare verso Mercurio.
Venus Express, lanciata nel 2006, ha eseguito una mappatura completa della superficie e, sebbene fosse inizialmente prevista una durata della missione di due anni, essa è stata estesa fino al dicembre del 2014. In otto anni la sonda ha fornito prove dell'esistenza passata di oceani, evidenze di fulmini nell'atmosfera e ha individuato un gigantesco doppio vortice polare al polo sud. Inoltre ha individuato la presenza del gruppo ossidrilico nell'atmosfera e di un sottile strato di ozono.
Nel 2010 l'agenzia spaziale giapponese dimostrò la fattibilità di raggiungere Venere dalla Terra usando solo una vela solare come sistema di propulsione: a giugno lanciò la sonda IKAROS che raggiunse Venere in sei mesi. La sonda non trasportava nessuno strumento scientifico per l'osservazione del pianeta.
Il 26 novembre 2013 la NASA ha lanciato il Venus Spectral Rocket Experiment (VeSpR), un telescopio suborbitale per lo studio dell'atmosfera di Venere nell'ultravioletto, osservazione non possibile dalla superficie della Terra in quanto l'atmosfera terrestre assorbe la maggior parte dei raggi UV, con lo scopo di individuare la quantità di atomi di idrogeno e deuterio rimasti nell'atmosfera venusiana.

#### Missioni attuali e future

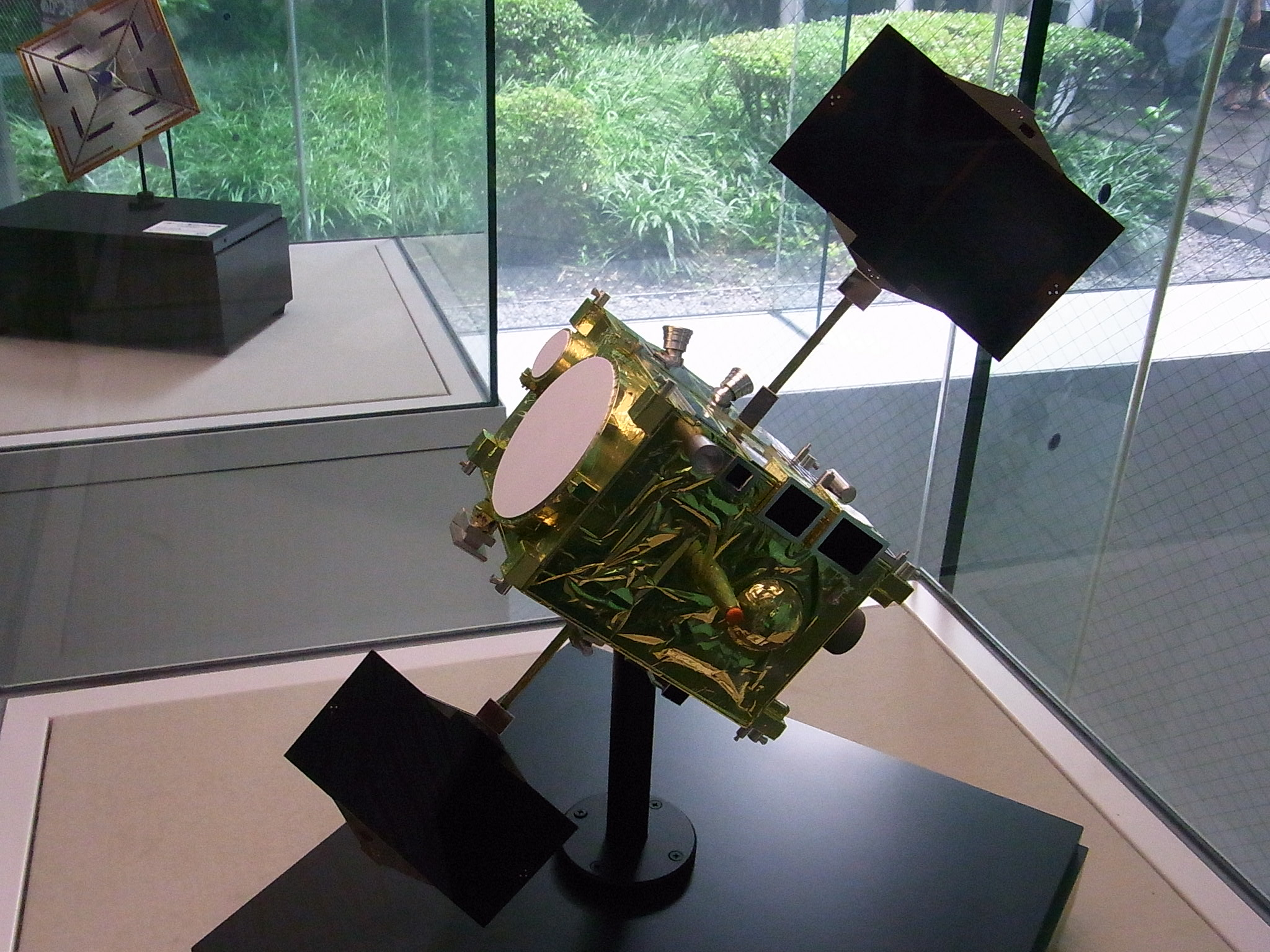
Modello della sonda Akatsuki esposta al museo municipale di Sagamihara

Planet-C, o Venus Climate Orbiter, è una sonda giapponese che, seguendo la tradizione nipponica, è stata ribattezzata dopo il lancio col nome di Akatsuki ed è stata lanciata il 20 maggio 2010 dal centro spaziale di Tanegashima. Sarebbe dovuta entrare in orbita attorno a Venere nel dicembre del 2010 con lo scopo di studiare la dinamica dell'atmosfera venusiana, ma a causa di un problema col computer di bordo la manovra fallì. Non avendo subito gravi danni la sonda è riuscita a entrare in orbita attorno al pianeta nel dicembre 2015.
L'agenzia spaziale indiana, forte del successo della missione Chandrayaan-1 sulla Luna, sta pianificando la missione Indian Venusian orbiter mission, con lancio che era previsto nel 2020, per lo studio dell'atmosfera del pianeta, tuttavia lo stesso progetto è stato rivisto e ridenominato in Shukrayaan-1, con partenza prevista tra il 2024 e il 2026.
Venera-D è un progetto dell'Agenzia Spaziale Russa, progetto che inizialmente prevedeva l'atterraggio di un lander sulla superficie nel 2014. Tuttavia in fase di riprogettazione della missione, dopo i fallimenti delle sonde Phobos, il progetto perse priorità rispetto ad altre missioni all'interno del programma spaziale russo e, dopo il rinvio del lancio al 2024, nell'agosto del 2012 si è deciso di posticipare la missione al 2026, e infine, nel 2020 è stata proposta come data di lancio la fine del 2029.
Nel 2021 l'Agenzia spaziale europea ha approvato EnVision, missione di classe media del suo programma Cosmic Vision, con partenza pianificata nel 2031.
La NASA dal canto suo ha approvato due missioni del programma Discovery, DAVINCI e VERITAS, con partenza dal 2028 in avanti. Come la missione europea VERITAS dovrebbe mappare la superficie ad alta risoluzione, mentre per DAVINCI è prevista una sonda che scenderà nell'atmosfera per analizzarne la composizione.

## Parametri orbitali e rotazione

Rappresentazione del movimento di Venere e della Terra attorno al Sole

L'orbita di Venere è quasi circolare, con un'eccentricità orbitale inferiore all'1% e una distanza media dal Sole di 108 milioni di chilometri. Con una velocità orbitale di 35 km/s, Venere impiega 224,7 giorni a compiere una rivoluzione attorno al Sole mentre il periodo sinodico, ossia l'intervallo di tempo per ritornare nella stessa posizione nel cielo terrestre rispetto al Sole, è di 584 giorni. L'inclinazione orbitale rispetto all'eclittica è di 3,39º.
La rotazione di Venere, rimasta ignota fino alla seconda metà del XX secolo, avviene secondo il moto retrogrado (in senso orario), cioè al contrario di come avviene per il Sole e per la maggior parte degli altri pianeti del sistema solare. La rotazione è molto lenta, con il giorno sidereo venusiano che dura circa 243 giorni terrestri ed è superiore al periodo di rivoluzione attorno al Sole; la velocità di rotazione all'equatore risulta di appena 6,5 km/h. Alcune ipotesi sostengono che la causa sia da ricercarsi nell'impatto con un asteroide di dimensioni ragguardevoli. All'inizio del 2012, analizzando i dati della sonda Venus Express, si è scoperto che la rotazione di Venere sta ulteriormente rallentando, con un periodo di rotazione che è stato misurato in 243,0185 giorni, 6 minuti e mezzo superiore alla precedente misurazione di 16 anni prima effettuata dalla sonda Magellano.
Venere è il pianeta che più si avvicina alla Terra e in occasione delle congiunzioni inferiori la distanza media tra i due corpi è di circa 41 milioni di chilometri. Essendo l'orbita di Venere quasi circolare, il massimo avvicinamento alla Terra avviene quando questa si trova al perielio. In queste occasioni e nei periodi di massima eccentricità orbitale dell'orbita terrestre, la distanza minima di Venere dalla Terra è di 38,2 milioni di chilometri.
A causa della rotazione retrograda, il moto apparente del Sole dalla superficie venusiana è opposto a quello osservato dalla Terra: quindi chi si trovasse su Venere vedrebbe l'alba a ovest e il tramonto a est. Nonostante il pianeta impieghi 225 giorni terrestri per compiere una rivoluzione attorno al Sole, tra un'alba e l'altra (giorno solare) trascorrono soltanto 117 giorni terrestri perché mentre Venere ruota su se stesso in senso retrogrado, si sposta anche lungo la propria orbita compiendo il moto di rivoluzione che procede in senso opposto a quello di rotazione. Ne deriva che lo stesso punto della superficie si viene a trovare nella stessa posizione rispetto al Sole ogni 117 giorni terrestri.

## Caratteristiche fisiche

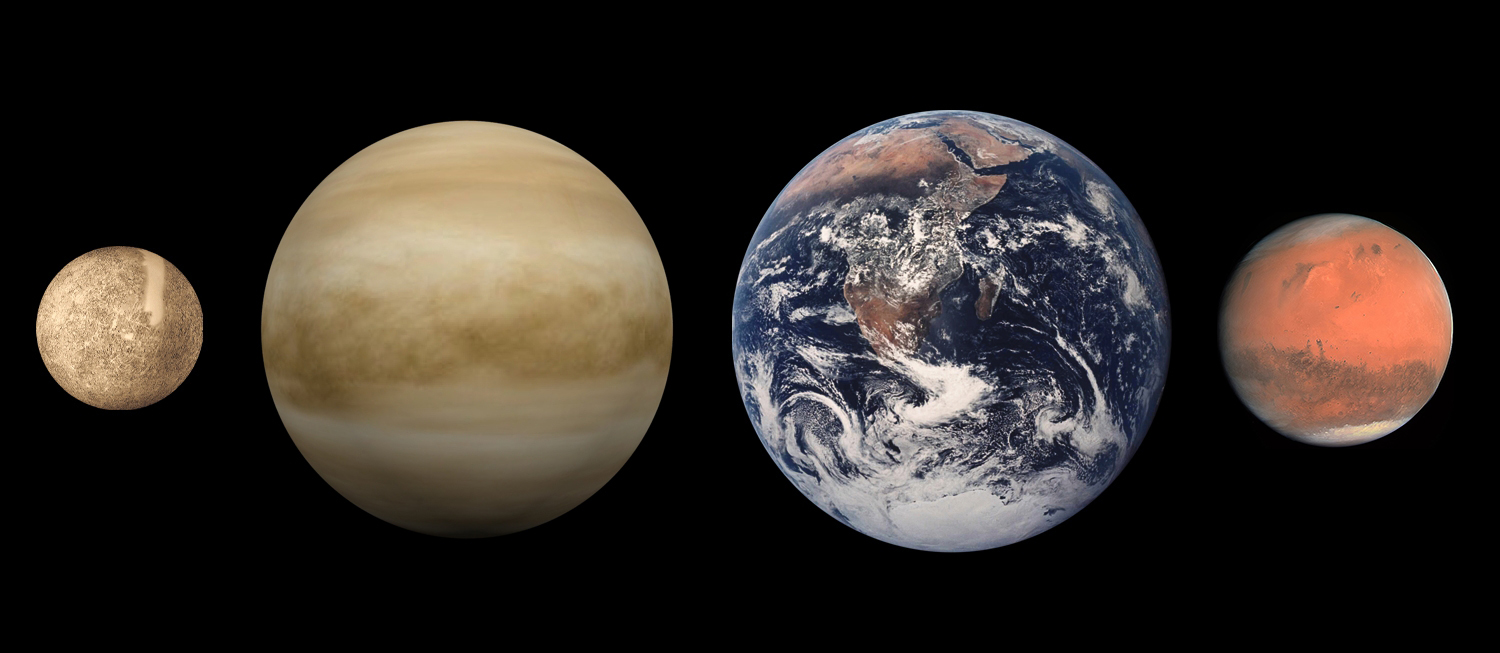
Confronto delle dimensioni dei quattro pianeti terrestri: da sinistra, Mercurio, Venere, la Terra e Marte

Venere è uno dei quattro pianeti terrestri del sistema solare. Questo significa che, come la Terra, è un corpo roccioso. Venere è inoltre molto simile al nostro pianeta anche per dimensioni e massa, tanto che è spesso descritto come il suo "gemello". La sua forma è sferica e, a causa del suo moto lento di rotazione, non presenta il rigonfiamento equatoriale tipico degli altri pianeti.
Si stima che abbia attraversato di recente una fase geologicamente attiva con molti vulcani e una superficie relativamente giovane rinnovata completamente negli ultimi 500 milioni di anni da flussi di lava. Il diametro di Venere è inferiore a quello terrestre di soli 650 km e la sua massa è l'81,5% di quella terrestre. A causa di questa differenza di massa sulla superficie di Venere l'accelerazione di gravità è mediamente pari a 0,88 volte quella terrestre. A titolo di esempio, un uomo di 70 kg che misurasse il proprio peso su Venere mediante un dinamometro tarato sull'accelerazione di gravità terrestre registrerebbe un valore pari a circa 62 kg utilizzando come unità di misura i chilogrammi forza.
A dispetto di queste somiglianze, le condizioni sulla superficie venusiana sono molto differenti da quelle terrestri a causa della spessa atmosfera di anidride carbonica, la più densa tra quelle di tutti i pianeti terrestri: l'atmosfera di Venere è costituita per il 96,5% da anidride carbonica, mentre il restante 3,5% è composto soprattutto da azoto. La notevole percentuale di anidride carbonica è dovuta al fatto che Venere non ha un ciclo del carbonio per incorporare nuovamente questo elemento nelle rocce e nelle strutture di superficie, né esistono organismi, come le piante sulla Terra, che la possano assorbire in biomassa. È proprio l'anidride carbonica ad aver generato un fortissimo effetto serra a causa del quale il pianeta è divenuto così caldo che si ritiene che gli antichi oceani di Venere siano evaporati, lasciando un'asciutta superficie desertica con molte formazioni rocciose. Il vapore acqueo si è poi dissociato a causa dell'alta temperatura e dell'assenza di un campo magnetico planetario e il leggero idrogeno è stato diffuso nello spazio interplanetario dal vento solare.
La pressione atmosferica sulla superficie del pianeta è pari a 92 volte quella della Terra. Il pianeta è ricoperto da un opaco strato di nuvole di acido solforico, altamente riflettenti, che insieme alle nubi dello strato inferiore impediscono la visione della superficie dallo spazio. Questa impenetrabilità ha creato nel corso dei secoli un alone di mistero riguardo al pianeta e dato origine a molteplici discussioni, perdurate fino a quando i segreti del suolo di Venere furono rivelati dalla planetologia nel ventesimo secolo.
La mappatura della sua superficie è stata possibile attraverso i dati forniti dalla sonda Magellano tra il 1990 e il 1991. Ne è risultato un suolo con evidenze di estensivo vulcanismo; anche la presenza di zolfo nell'atmosfera poteva essere un indizio di eruzioni recenti, però l'assenza di flussi lavici accanto alle caldere visibili rimane un problema.
Il pianeta mostra pochi crateri da impatto, il che depone a favore di una superficie relativamente giovane con un'età stimata di 300-600 milioni di anni. La mancata evidenza di attività tettonica viene collegata alla notevole viscosità del materiale che costituisce la crosta, viscosità che ostacola la subduzione; ciò sarebbe determinato dalla mancanza di acqua che fungerebbe altrimenti da lubrificante. Conseguentemente la perdita del calore interno risulta piuttosto limitata, così come il raffreddamento del nucleo per convezione. Infine l'assenza di moti convettivi determina la mancanza di un campo magnetico planetario simile a quello terrestre. Invece si ritiene che il pianeta subisca perdite di calore interno in seguito a importanti eventi periodici di affioramento che rinnovano la superficie.

### Struttura interna

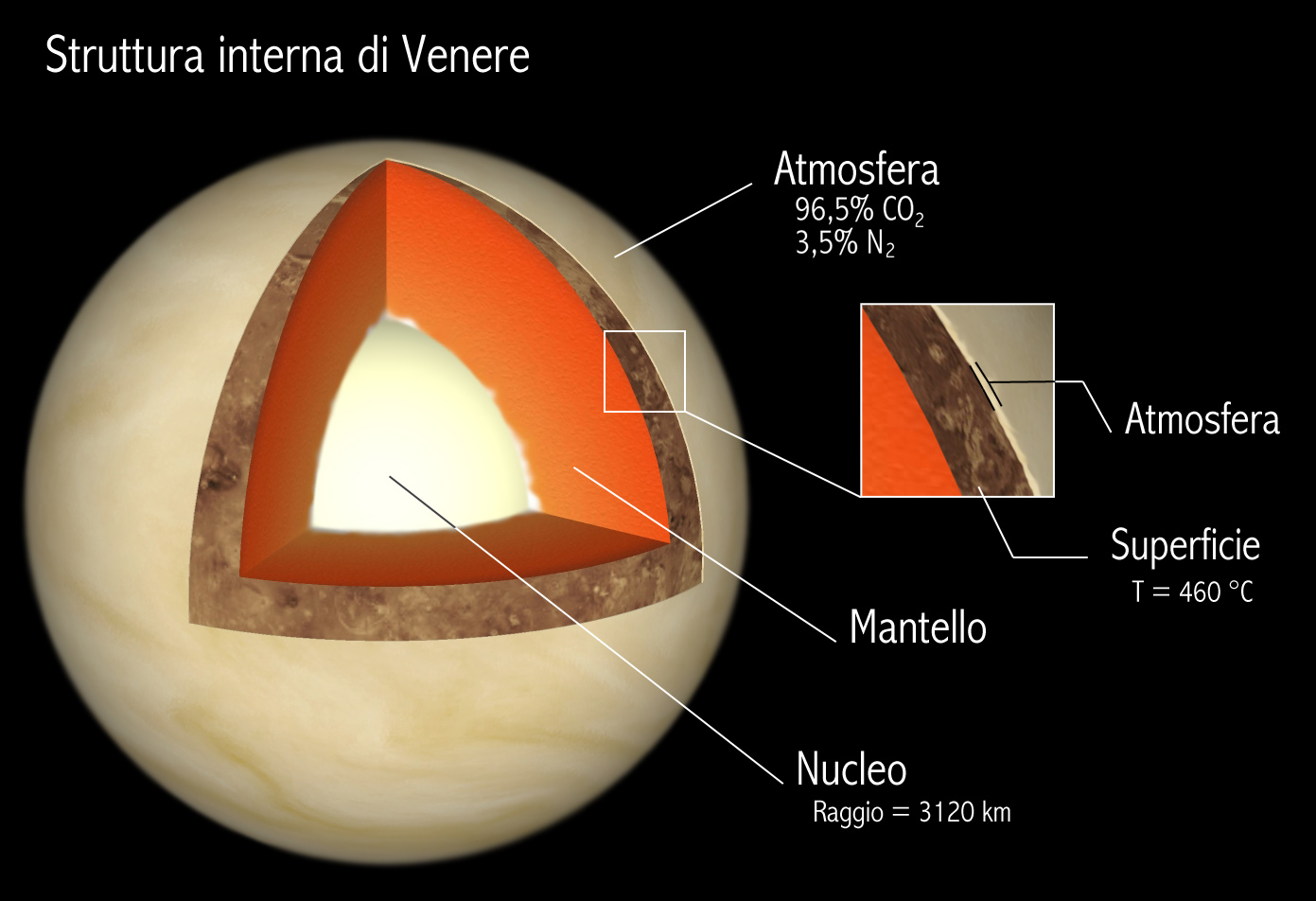
Struttura interna di Venere

Anche se vi sono poche informazioni dirette sulla sua struttura interna e sulla geochimica venusiana a causa della mancanza di dati sismici e della mancata conoscenza del suo momento di inerzia, le somiglianze in termini di dimensioni e di densità tra Venere e la Terra suggeriscono che i due pianeti possano avere una struttura interna simile: un nucleo, un mantello e una crosta. Si ritiene che il nucleo venusiano, come quello della Terra, sia almeno parzialmente liquido dal momento che i due pianeti hanno avuto un processo di raffreddamento simile. Le dimensioni leggermente inferiori di Venere suggeriscono che le pressioni al suo interno siano significativamente più basse di quelle terrestri.
La differenza principale tra i due pianeti è l'assenza di tettonica delle placche su Venere, dovuta probabilmente alla diversa composizione della litosfera e del mantello venusiani rispetto a quelli terrestri: l'assenza di acqua porta a una viscosità maggiore e quindi a un maggiore grado di accoppiamento litosfera/mantello. L'omogeneità della crosta di Venere determina una minore dispersione di calore dal pianeta, che presenta un flusso di calore con valori di circa la metà inferiori a quelli terrestri. Questi due motivi impediscono la presenza di un campo magnetico rilevante che sulla Terra è generato dai moti convettivi interni del pianeta.
Si ritiene che Venere sia soggetto a periodici episodi di movimenti tettonici per cui la crosta sarebbe subdotta rapidamente nel corso di pochi milioni di anni, con intervalli di alcune centinaia di milioni di anni di relativa stabilità. Questo contrasta fortemente con la condizione più o meno stabile di subduzione e di deriva continentale che si verifica sulla Terra. Tuttavia la differenza è spiegabile con l'assenza su Venere di oceani che agirebbero come lubrificanti nella subduzione. Le rocce superficiali di Venere avrebbero meno di mezzo miliardo di anni poiché l'analisi dei crateri di impatto suggerisce che le dinamiche di superficie avrebbero modificato la superficie stessa, eliminando gli antichi crateri, negli ultimi miliardi di anni.

### Superficie

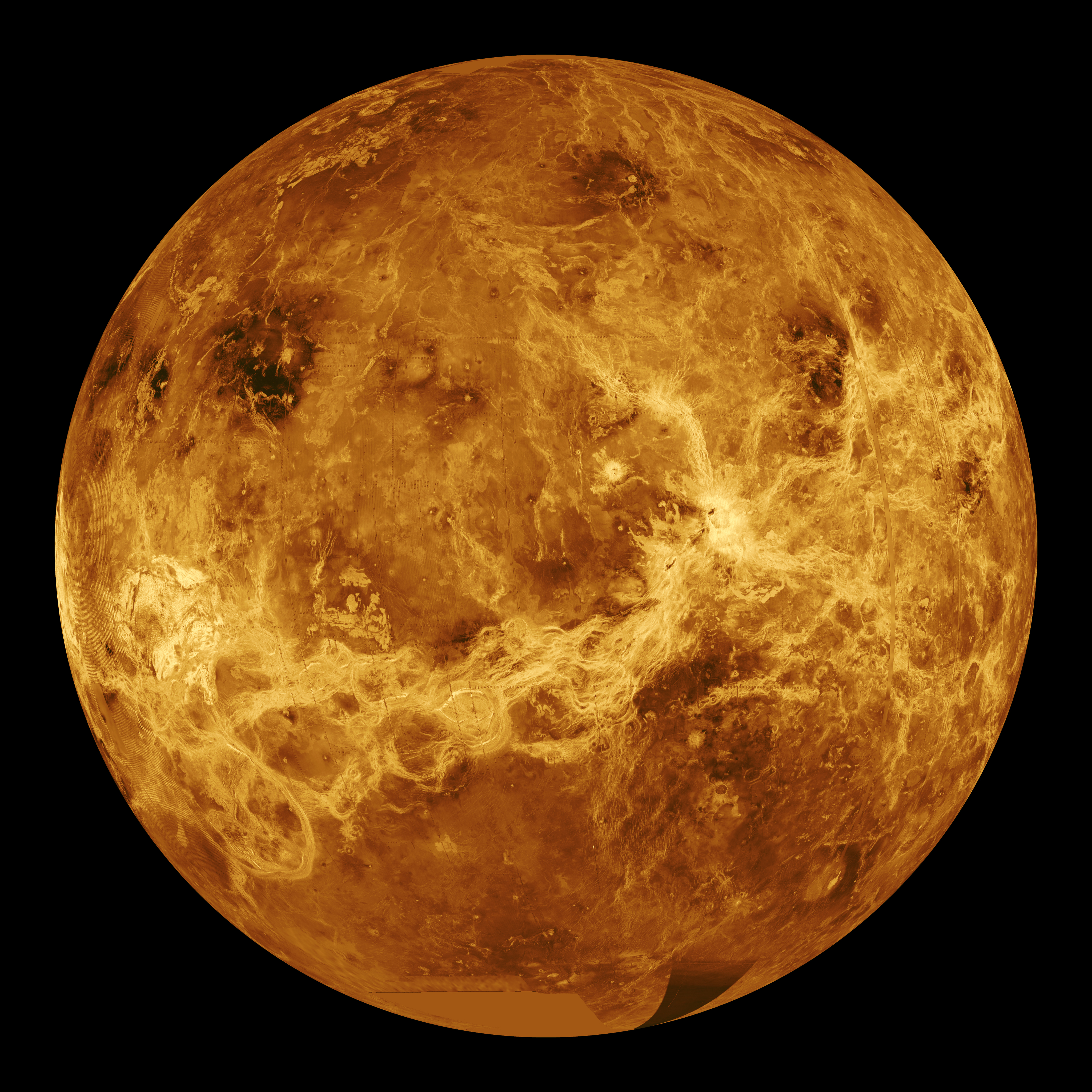
La superficie di Venere in una ricostruzione (1991) del team Jet Propulsion Laboratory della NASA a partire dalle immagini della sonda Magellano

Le sonde Venera, che si posarono sulla superficie di Venere, ripresero aree costituite principalmente da rocce di basalto. La prima e unica mappatura completa del pianeta è stata ottenuta attraverso la sonda Magellano, operativa tra il 1990 e il 1994. Furono così individuati un migliaio circa di crateri da impatto, un numero basso se confrontato con i dati relativi alla superficie terrestre. La scarsa presenza di crateri e il fatto che essi siano relativamente grandi, oltre i 3 km di diametro, è dovuto alla densa atmosfera venusiana che impedisce l'arrivo in superficie dei meteoriti più piccoli, causandone la disgregazione prima dell'impatto al suolo.
Circa l'80% della superficie di Venere è formata da pianure vulcaniche che per il 70% mostrano dorsali da corrugamento, e per il 10% sono proprio lisce. Il resto è costituito da due altopiani definiti continenti, uno nell'emisfero nord e l'altro appena a sud dell'equatore.
Il continente più a nord è chiamato Ishtar Terra, dalla dea babilonese dell'amore Ištar, e ha circa le dimensioni dell'Australia. I Monti Maxwell, il più alto massiccio montuoso su Venere, si trovano su Ishtar Terra. La superficie di Venere è, rispetto a quella della Terra e di Marte, generalmente pianeggiante in quanto solo il 10% della superficie si estende oltre i 10 km d'altezza, contro i 20 chilometri che separano invece i fondi oceanici terrestri dalle montagne più alte.
Il continente a sud è chiamato Aphrodite Terra, dalla dea greca dell'amore, e ha circa le dimensioni dell'America meridionale. La maggior parte di questo continente è ricoperta da un intrico di fratture e di faglie.
Venere è senza dubbio il pianeta del sistema solare con la maggior quantità di vulcani: ne sono stati individuati in superficie circa 1500 di dimensioni medio-grandi, ma ci potrebbe essere fino a un milione di vulcani minori. Alcune strutture vulcaniche sono peculiari di Venere come quelle chiamate farra (a forma di focaccina) larghe da 20 a 50 km e alte da 100 a 1000 m, fratture radiali a forma di stella chiamate novae, strutture con fratture sia radiali che concentriche chiamate aracnoidi per la loro somiglianza con le tele di ragno e infine le coronae, anelli circolari di fratture a volte circondati da una depressione. Tutte queste strutture hanno un'origine vulcanica.
La superficie di Venere appare geologicamente molto giovane, i fenomeni vulcanici sono molto estesi e lo zolfo nell'atmosfera dimostrerebbe, secondo alcuni esperti, l'esistenza di fenomeni vulcanici attivi ancora oggi. Tuttavia questo solleva un enigma: l'assenza di tracce del passaggio di lava che accompagni una caldera tra quelle visibili.

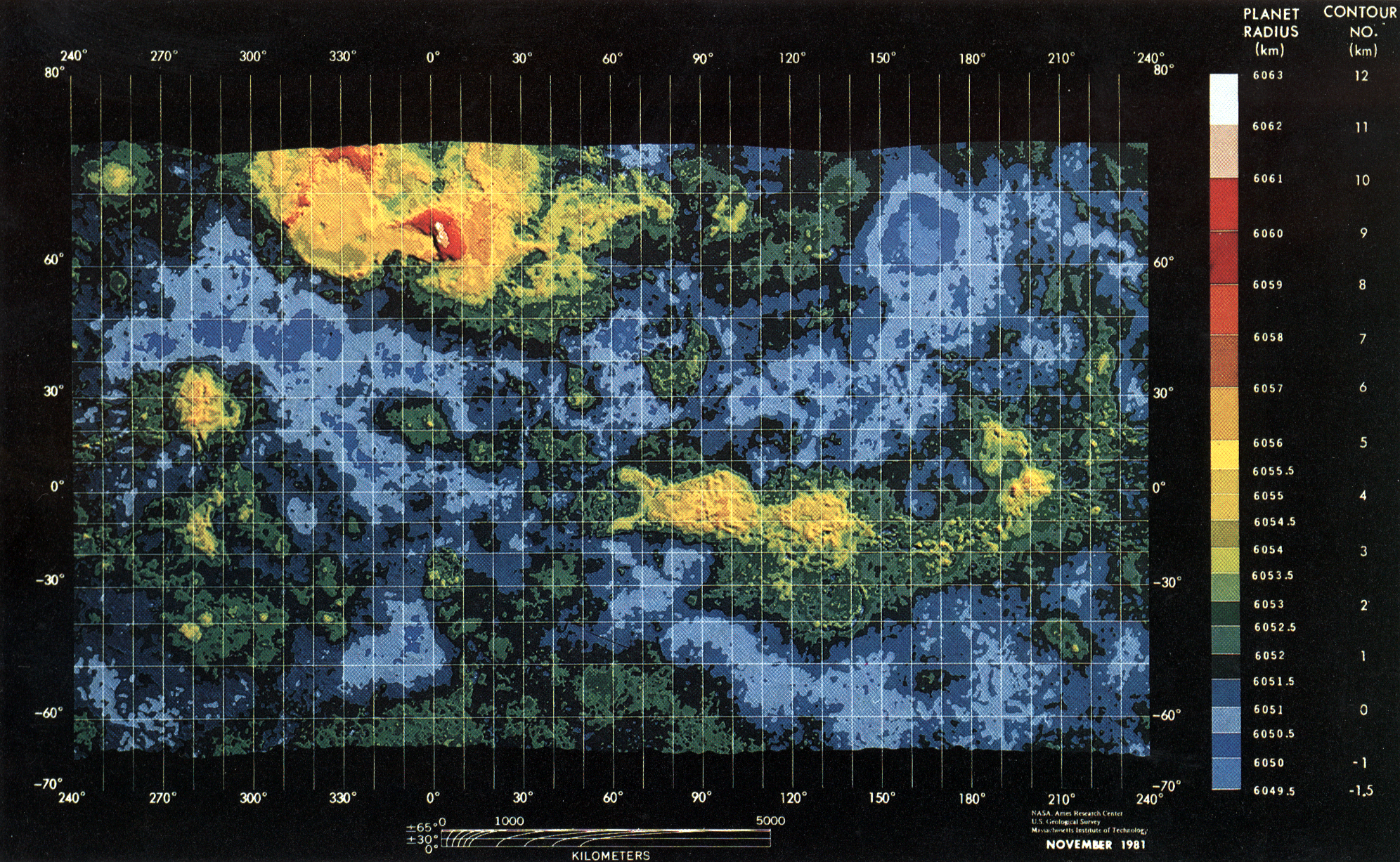
Mappa topografica di Venere ricostruita grazie al progetto Pioneer Venus (1981)

Quasi tutte le strutture di superficie di Venere prendono il nome da figure femminili storiche o mitologiche. Le uniche eccezioni sono rappresentate dai monti Maxwell, il cui nome deriva da James Clerk Maxwell, e da due regioni chiamate Alpha Regio e Beta Regio. Queste tre eccezioni si verificarono prima che l'attuale sistema fosse adottato dall'Unione Astronomica Internazionale, l'ente che controlla la nomenclatura dei pianeti. L'UAI ha anche realizzato una cartografia suddividendo la superficie del pianeta secondo due reticolati, uno adatto ad una rappresentazione in scala 1:10 000 000, che definisce 8 maglie, e uno in scala 1:5 000 000, che definisce 62 maglie per meglio localizzare le peculiarità della superficie.

### Atmosfera

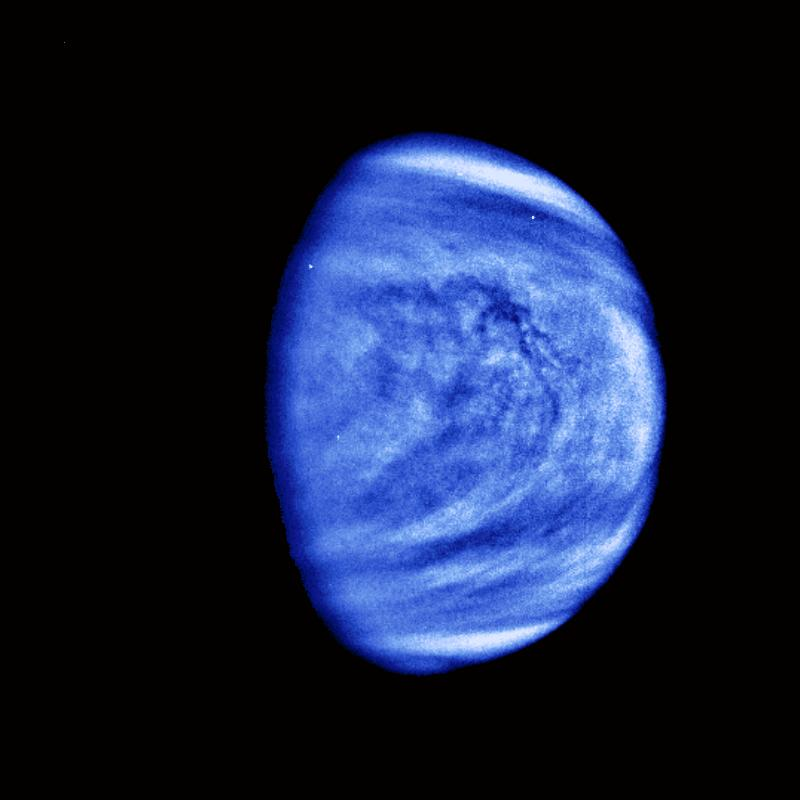
Il prolungamento della falce in un'immagine in falsi colori ripreso dalla sonda Galileo durante la manovra di fionda gravitazionale su Venere in direzione di Giove (1990)

#### Osservazione
Molto tempo prima dell'arrivo delle sonde sovietiche sul suolo di Venere erano già state acquisite le prove che il pianeta disponesse di un'atmosfera. Anzitutto, prima e dopo la congiunzione inferiore, il pianeta presenta una "falce" le cui estremità formano con il centro del pianeta un angolo più acuto rispetto al normale angolo teorico piatto di 180º osservabile, ad esempio, nella Luna, con la conseguenza che le punte delle falci appaiono più aguzze e prolungate rispetto ai corpi privi di atmosfera. Questa era una prima prova dell'esistenza di un'atmosfera, dal momento che il prolungamento delle punte della falce è dovuto alla riflessione della luce solare anche nell'emisfero non esposto al Sole a causa del fenomeno di diffusione, o crepuscolo, provocato dall'atmosfera. Inoltre quando Venere occulta una stella l'occultamento non è istantaneo, ma progressivo: quando il disco del pianeta inizia a sovrapporsi a quello della stella la luce della stella è ancora parzialmente visibile; ciò si verifica perché la luce è in grado di penetrare parzialmente l'atmosfera. Analogamente quando la stella ricompare la luminosità non riappare improvvisamente, come succede nel caso dell'occultamento di una stella da parte della Luna, ma in modo continuo. Fu il transito del 1761 che permise di effettuare la prima osservazione diretta dell'atmosfera di Venere: al telescopio il pianeta, visto davanti al Sole, mostrava un margine non netto, ma sfumato, cioè appariva circondato come da un alone, prova palese dell'esistenza di un'atmosfera.

#### Composizione
L'atmosfera di Venere è molto diversa da quella della Terra, sia in composizione sia in densità: è costituita al 96,5% di anidride carbonica e il 3,5% restante è azoto. La massa dell'atmosfera venusiana è circa 93 volte quella dell'atmosfera terrestre, mentre la pressione sulla superficie del pianeta è circa 92 volte quella della Terra, equivalente alla pressione presente a 950,36 metri di profondità in un oceano terrestre.
La densa atmosfera composta essenzialmente di CO2, insieme alle nubi di anidride solforosa, genera il più forte effetto serra del sistema solare, portando la temperatura della superficie del pianeta a oltre 460 °C. Questo rende la superficie di Venere più calda di quella di Mercurio e quindi di qualunque altro pianeta del sistema solare. Questo sebbene Venere sia due volte più distante dal Sole e riceva quindi solo il 25% dell'irraggiamento ricevuto dal pianeta più interno. A causa dell'assenza di acqua su Venere non vi è umidità sulla superficie, che a causa di temperatura e condizioni atmosferiche è stata spesso descritta come "infernale".
Gli studi hanno evidenziato come, all'inizio del sistema solare, l'atmosfera di Venere fosse probabilmente molto più simile a quella terrestre e che vi fosse una presenza abbondante di acqua sulla superficie. Il progressivo aumento della radiazione solare causò un aumento dell'evaporazione e siccome il vapore acqueo è un potente gas serra si innescò un processo di feedback positivo. Questo processo diventò sempre più rapido fino a diventare incontrollabile: come risultato gli oceani di Venere evaporarono completamente e le temperature al suolo raggiunsero valori di 1500 K. In seguito la radiazione solare ha progressivamente fotodissociato il vapore acqueo in idrogeno e ossigeno. L'idrogeno non può essere trattenuto efficacemente da Venere ed è stato progressivamente perso tramite processi di fuga atmosferica, mentre l'ossigeno rimasto si è ricombinato con il carbonio portando alla composizione atmosferica odierna. Sebbene non sia possibile la vita sulla superficie di Venere, alcuni scienziati ipotizzano che essa potrebbe esistere negli strati di nubi a 50-60 chilometri d'altezza, dove i valori di temperatura e pressione atmosferica sono simili a quelli terrestri. A settembre 2020 sono stati resi pubblici i risultati di ricerche effettuate in banda submillimetrica dal radiotelescopio Maxwell e confermate da ALMA che hanno evidenziato in alta atmosfera la presenza di fosfina, una molecola tossica per la vita umana. La particolarità di questo semplice composto è dovuta al fatto che sulla Terra tale molecola può essere prodotta artificialmente per usi collegati alla sterilizzazione ambientale o sintetizzata da batteri anaerobici.

### Magnetosfera

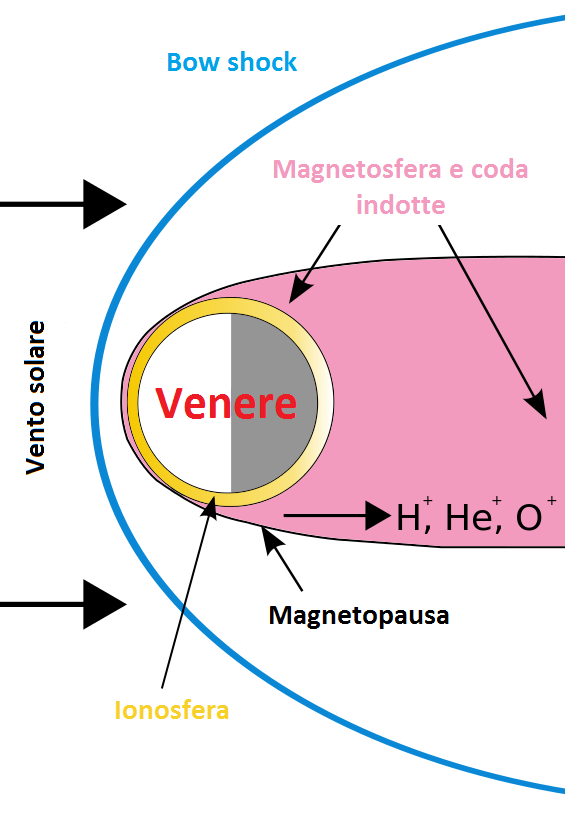
Interazione della magnetosfera di venere con il vento solare

Nel 1967 Venera 4 ha scoperto che Venere possiede un campo magnetico molto più debole di quello terrestre. Questo campo magnetico viene generato da un'interazione tra la ionosfera e il vento solare, contrariamente a quanto avviene nel caso del nostro pianeta il cui campo nasce dall'effetto dinamo delle correnti convettive all'interno del mantello. Il campo venusiano si dimostra essere troppo debole per fornire una adeguata protezione dal vento solare. A 200 km dalla superficie, dove il campo raggiunge il suo massimo, l'intensità varia tra i 20 e i 70 nT, a seconda dell'intensità del vento solare; per confronto sulla Terra l'intensità varia tra circa 25 000 e 65000 nT. Le particelle dell'alta atmosfera vengono continuamente strappate al campo gravitazionale del pianeta per disperdersi nello spazio.
La mancanza di un campo magnetico intrinseco a Venere è un dato sorprendente, visto che è simile alla Terra per dimensioni, e inizialmente si era previsto anche per questo pianeta un effetto dinamo all'interno del mantello. Una dinamo richiede tre cose: un liquido conduttivo, la rotazione del nucleo e la convezione. Il nucleo è ipotizzato elettricamente conduttivo e, nonostante la lentezza della rotazione, le simulazioni mostrano che questa sarebbe sufficiente per produrre una dinamo. Questo implica che la dinamo manca a causa dell'assenza di convezione. Sulla Terra la convezione si verifica nel mantello a causa della temperatura inferiore di questo rispetto a quella del nucleo. Su Venere un evento di rifacimento globale può avere interrotto la tettonica a zolle e quindi eliminato le correnti convettive. Ciò ha causato l'innalzamento della temperatura del mantello e ridotto così il flusso di calore proveniente dal nucleo. Come risultato non c'è una geodinamo interna che può produrre un campo magnetico. Una possibilità è che Venere non abbia un nucleo interno solido e che non ci sia un gradiente di temperatura all'interno in modo che tutta la parte liquida del nucleo sia approssimativamente alla stessa temperatura.

### Satelliti naturali

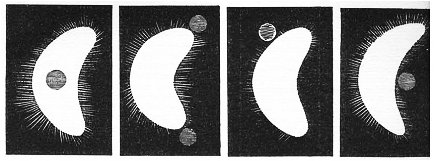
Disegno di un'osservazione di Francesco Fontana, che rappresentò anche un'ipotetica luna di Venere (1646)

Venere non ha satelliti naturali, sebbene in passato questo dato non fosse certo: tra il 1600 e il 1800 più di un astronomo affermò di averne osservati. Il primo fu Francesco Fontana, che credette di aver osservato una o più lune per ben quattro volte tra il 1645 e il 1646. Le osservazioni si ripeterono negli anni a cura di altri astronomi celebri, Cassini, Lagrange, Lambert e altri, calcolando anche l'orbita del satellite e attribuendogli il nome di Neith. Nel 1887 l'accademia belga delle scienze pose fine ad ogni dubbio indagando sulle rilevazioni passate e analizzando i transiti di stelle che avrebbero potuto portare all'errore.
Nel 2006 ricercatori del California Institute of Technology hanno sviluppato dei modelli di formazione del sistema solare che suggeriscono che Venere abbia avuto almeno una luna originatasi da un gigantesco evento da impatto, come si ipotizza sia accaduto per la formazione della luna terrestre. Questo satellite si sarebbe inizialmente allontanato per via delle interazioni mareali, allo stesso modo di quanto accade alla Luna, ma un secondo gigantesco impatto avrebbe rallentato, se non invertito la rotazione di Venere, portando la luna venusiana a riavvicinarsi e infine a collidere col pianeta. Alcuni studi hanno osservato che la craterizzazione della superficie venusiana sarebbe consistente con la caduta relativamente recente dei frammenti prodotti dalla disgregazione di un satellite. D'altra parte c'è chi ritiene che i forti effetti mareali del Sole avrebbero destabilizzato eventuali satelliti orbitanti attorno ai pianeti interni, escludendo quindi che Venere possa mai aver avuto un satellite di notevoli dimensioni.
L'asteroide 524522 Zoozve mantiene una relazione quasi orbitale col pianeta. 2013 ND15 è l'unico asteroide troiano di Venere noto.

## Colonizzazione e terraformazione di Venere

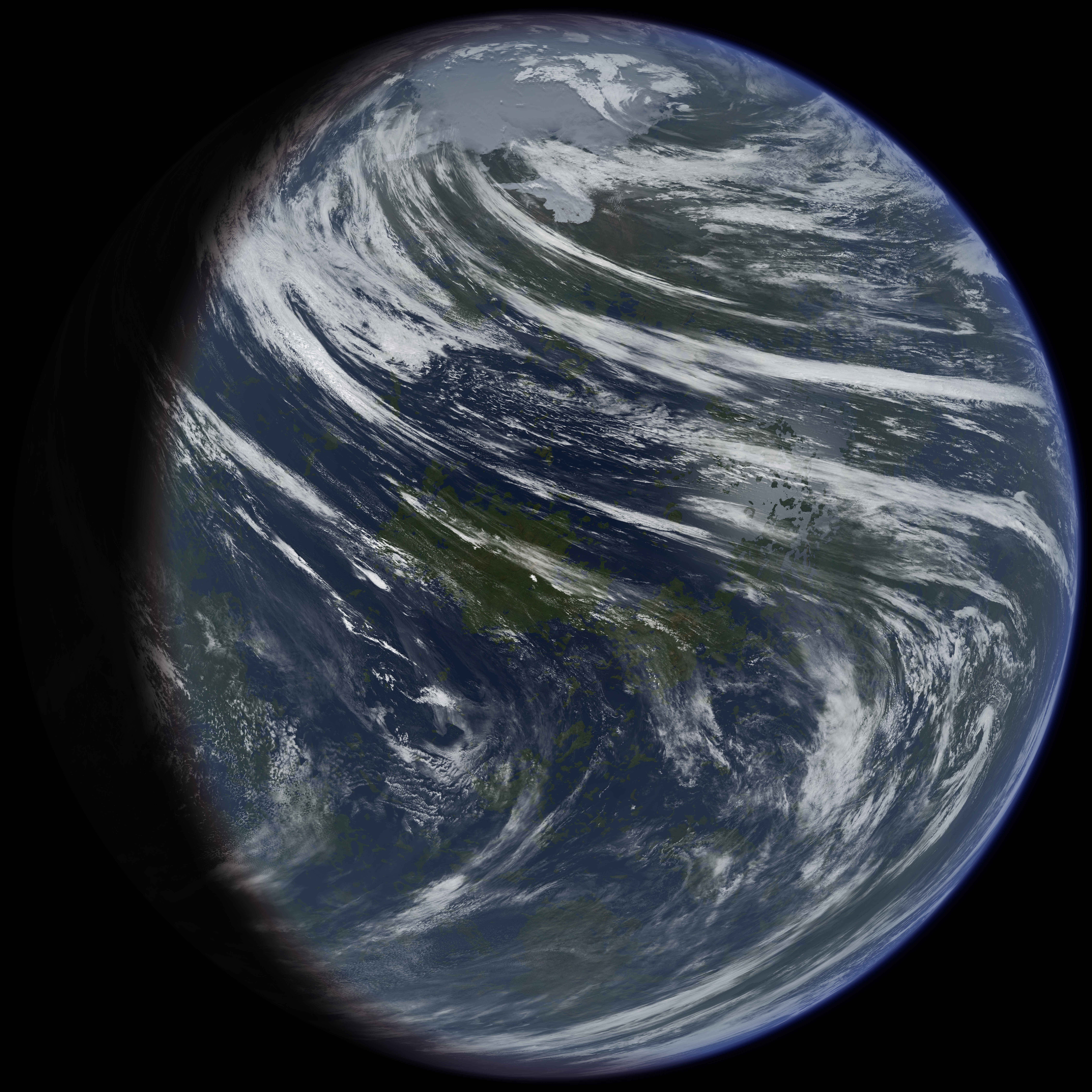
Rappresentazione artistica di un pianeta Venere terraformato

Considerando le sue condizioni estremamente ostili, una colonia sulla superficie di Venere è al di fuori della portata delle nostre attuali tecnologie e anche la sola esplorazione umana sarebbe estremamente ardua: in superficie calore e pressione non hanno permesso a sonde spaziali di funzionare che per brevi periodi. Sebbene esista uno strato atmosferico situato a 50 chilometri d'altezza in corrispondenza del quale la pressione atmosferica e la temperatura sono simili a quelle terrestri, le sue caratteristiche sono meno note di quelle della superficie della Luna o di Marte.
In un ipotetico processo di terraformazione del pianeta, per ridurre la temperatura sulla superficie di Venere è stato ipotizzato di poter eliminare l'anidride carbonica dall'atmosfera allo scopo di diminuire l'effetto serra o di introdurre un enorme scudo solare che riduca l'irraggiamento del pianeta. L'acqua invece potrebbe essere prodotta introducendo nell'atmosfera grandi quantità d'idrogeno che si legherebbe all'ossigeno formando appunto acqua, secondo la Reazione di Bosch.
Una delle ipotesi di terraformazione tra le più attuabili consisterebbe nell'introduzione di alghe azzurre nelle parti alte dell'atmosfera tramite una o più sonde. Le alghe azzurre sono tra gli organismi autotrofi più autosufficienti che esistano sulla Terra e in circa 20 000 anni tramite fotosintesi clorofilliana potrebbero portare alla fissazione del carbonio della CO2 atmosferica con conseguente riduzione/scomparsa dell'effetto serra e liberazione di grandi quantità di ossigeno.
Una proposta di Geoffrey A. Landis prevede la realizzazione di città galleggianti e habitat aerostatici che dovrebbero approfittare del fatto che l'aria respirabile, costituita da ossigeno e azoto, è più leggera dei gas dell'atmosfera venusiana e produrrebbe una spinta verso l'alto, mantenendo in sospensione una cupola abitata. Come detto mancano però studi sull'alta atmosfera in quanto a quelle altezze la quantità di acido solforico presente è particolarmente dannosa.

## Venere nella cultura

### Nell'antichità

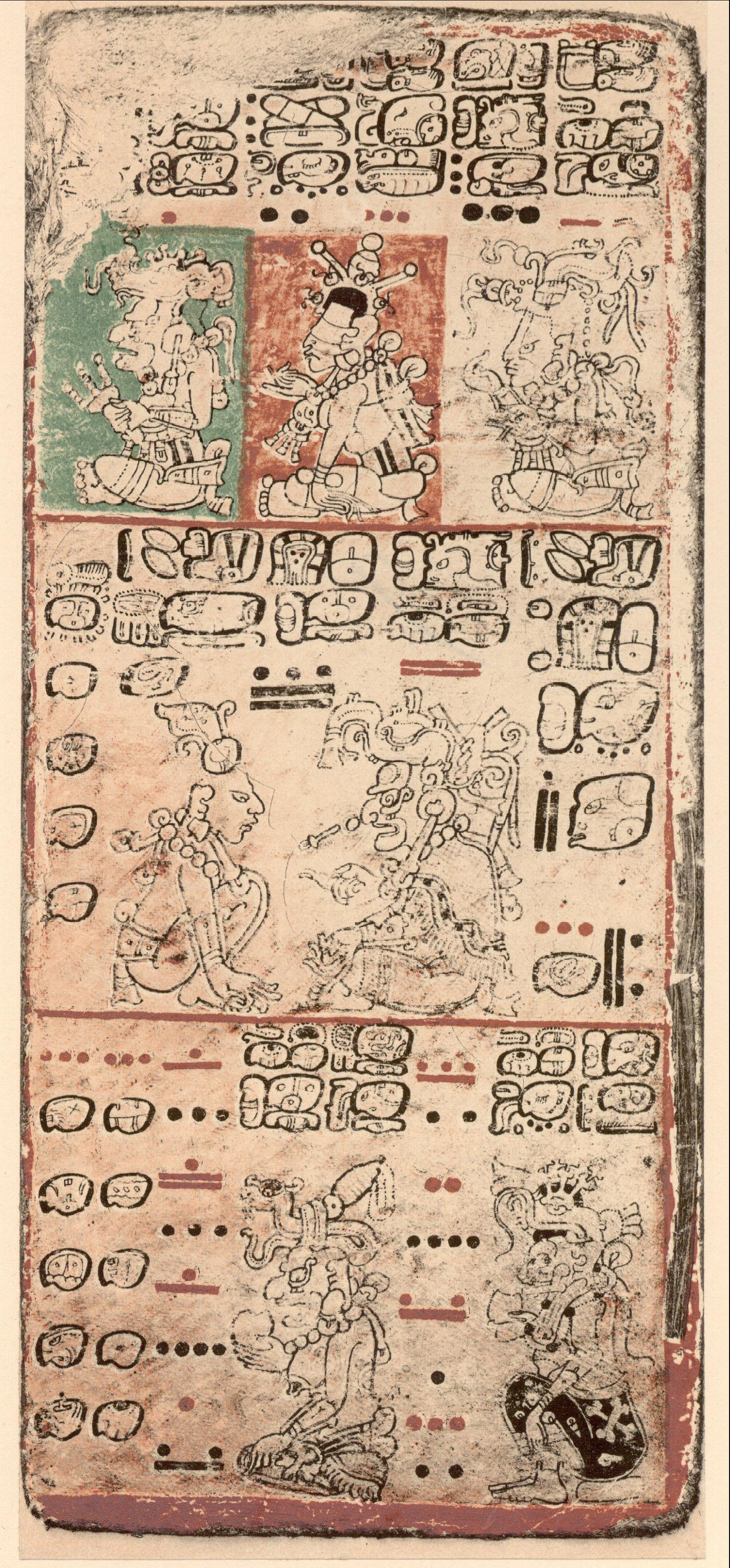
Un codice Maya rappresentante l'osservazione di Venere

Essendo uno degli oggetti più luminosi nel cielo, il pianeta è conosciuto sin dall'antichità e ha avuto un significativo impatto sulla cultura.
È descritto dai Babilonesi in svariati documenti in scrittura cuneiforme, come il testo detto la Tavoletta di Venere di Ammi-saduqa. I Babilonesi chiamarono il pianeta Ishtar, la dea della mitologia babilonese (connaturata con la dea Inanna dei Sumeri), personificazione dell'amore ma anche della battaglia. Gli Egizi identificavano Venere con due pianeti diversi, e chiamavano la stella del mattino Tioumoutiri e la stella della sera Ouaiti. Allo stesso modo, i Greci distinguevano tra la stella del mattino Φωσφόρος (Phosphoros) e la stella della sera Ἕσπερος (Hesperos); tuttavia, nell'epoca Ellenistica si comprese che si trattava dello stesso pianeta. Hesperos fu tradotto in Latino come Vespero e Phosphoros come Lucifero ("portatore di luce"), termine poetico in seguito utilizzato per l'angelo caduto allontanato dal cielo. Hesperia fu anche uno dei nomi dati dai Greci all'Italia meridionale e il simbolo associato divenne il più antico dei simboli patri italiani, conosciuto come stella d'Italia e raffigurato nel simbolo ufficiale della Repubblica italiana.
Tra i popoli dell'antichità la stella del mattino venne associata con la divinità di Astarte in Siria, che corrisponde alla divinità greca di Afrodite e alla latina Venere, ne è il motivo il grande fascino della sua luce di stella del mattino che personificava la divinità della bellezza. Il pianeta Venere venne riconosciuto come divinità da molti popoli, tra cui gli indiani; nello gnosticismo Lucifero era il portatore della sophia (sapienza).
Gli Ebrei chiamavano Venere Noga ("luminoso"), Helel ("chiaro"), Ayeleth-ha-Shakhar ("cervo del mattino") e Kochav-ha-'Erev ("stella della sera").
Venere era importante per la civiltà Maya, che sviluppò un calendario religioso basato in parte sui suoi movimenti, e si basava sulle fasi di Venere per valutare il tempo propizio per eventi quali le guerre.
Il popolo Masai definì Venere Kileken, e ha una tradizione orale, incentrata sul pianeta, denominata "Il bambino orfano".
Venere ha un ruolo significativo nelle culture degli aborigeni australiani, come gli Yolngu nell'Australia del Nord. Gli Yolngu si radunavano per aspettare la comparsa di Venere, che chiamavano Barnumbirr, e che, secondo la tradizione, permetteva di comunicare con i propri cari morti.
Nell'astrologia occidentale, influenzata dalle connotazioni storiche legate alle divinità dell'amore, si ritiene che Venere influenzi questo aspetto della vita umana.
Durante il periodo dello Stil Novo il pianeta fu anche chiamato Stella Diana, nome che non derivava dalla omonima dea della caccia, ma dal latino dies (giorno), intendendolo così come la stella che annuncia il dì.
Nell'astrologia indiana dei Veda, Venere è nota come Shukra, ovvero "chiara, pura" in lingua sanscrita. Gli antichi astronomi Cinesi, Coreani, Giapponesi e Vietnamiti chiamavano il pianeta "la stella (o astro) d'oro", collegandolo al metallo nella teoria dei cinque elementi cinesi. Nella spiritualità Lakota Venere è associata con l'ultima fase della vita e con la saggezza.

### Nella fantascienza

#### Letteratura
L'impenetrabile strato di nuvole che ricopre Venere ha dato agli scrittori di fantascienza del passato totale libertà di speculare sulle condizioni della sua superficie. Il pianeta è stato spesso rappresentato come significativamente più caldo della Terra, ma nonostante ciò ancora abitabile dagli uomini. Il genere ha raggiunto il suo picco tra il 1930 e il 1950 circa, quando gli scienziati avevano rivelato alcune caratteristiche di Venere, ma non si era ancora consapevoli delle aspre condizioni della sua superficie.

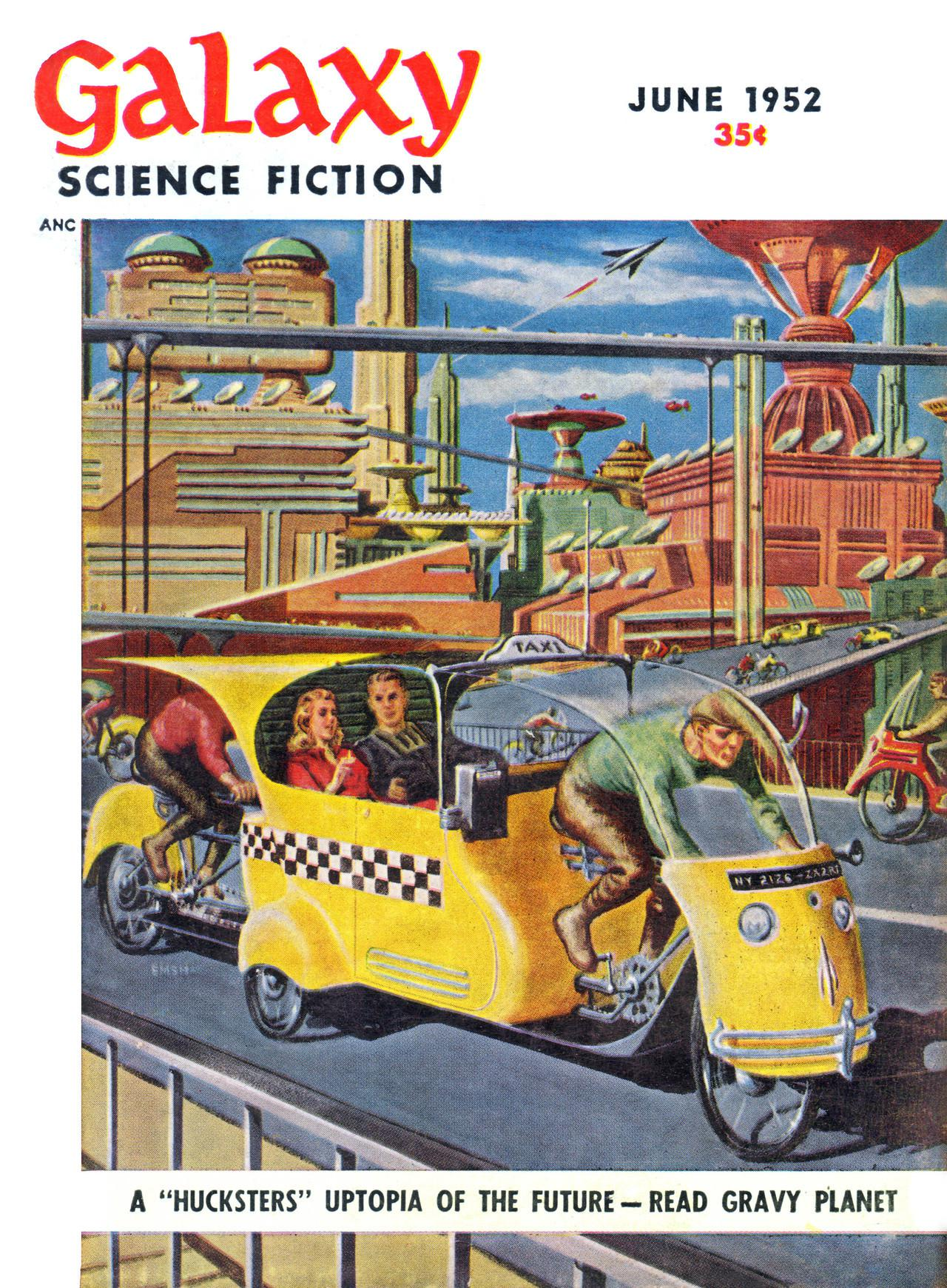
I mercanti dello spazio: copertina del numero di giugno 1952 della rivista Galaxy, dove fu pubblicata la prima puntata di Gravy Planet

Già nel 1865 Achille Eyraud scrisse Voyage to Venus, dove una spedizione umana parte con un'astronave dotata di "motore a reazione". Nel romanzo di H. G. Wells La guerra dei mondi del 1898, ripreso poi in versione radiofonica da Orson Welles nel 1938, il narratore ritiene che i marziani potrebbero essere sbarcati su Venere dopo l'invasione fallita alla Terra. Il primo adattamento cinematografico del romanzo, La guerra dei mondi, si apre con una mostra dove il narratore descrive tutti i pianeti del sistema solare, con l'eccezione di Venere. Olaf Stapledon nel suo romanzo del 1930 Infinito narra di una colonizzazione su Venere da parte della razza umana dopo un processo di terraformazione del pianeta per liberare ossigeno dagli oceani di Venere e dopo aver sterminato i venusiani, indigeni del luogo. Il tema della terraformazione di Venere è ripreso anche da Frederik Pohl e Cyril M. Kornbluth nel 1952 nel romanzo I mercanti dello spazio.
Tra i più noti autori di opere su Venere c'è senza dubbio Edgar Rice Burroughs, coi romanzi del ciclo di Venere (Carson di Venere): da I pirati di Venere del 1934 proseguendo con altri 5 romanzi di cui l'ultimo, Il mago di Venere, pubblicato postumo nel 1964. Completamente ambientato su Venere è anche Perelandra (1943), il secondo dei libri della trilogia dello spazio di C. S. Lewis. Robert A. Heinlein ha ambientato su Venere la sua serie Storia futura, ispirato dalla tesi del chimico Svante Arrhenius sulla presenza di una palude fumosa su cui la pioggia cadeva incessantemente. A questa ipotesi si è rifatto anche Ray Bradbury nel racconto breve Pioggia senza fine. Isaac Asimov nel suo romanzo del 1954 Lucky Starr e gli oceani di Venere descrisse invece il pianeta come ricoperto da un immenso oceano ricco di vita acquatica e completamente avvolto dalle nubi, dove erano state costruite delle città sottomarine dotate di illuminazione artificiale.
Mentre la conoscenza scientifica di Venere avanzava, svelando le reali condizioni superficiali di Venere, gli autori di fantascienza persero in gran parte l'interesse per il pianeta, intimiditi dalle condizioni infernali della sua superficie. Tuttavia alcuni, come Arthur C. Clarke, cercarono di tenere il passo con le nuove informazioni.
J. R. R. Tolkien narra nel Silmarillion del viaggio di Eärendil con un Silmaril nelle volte del cielo, rappresentazione del pianeta Venere. Maëlström (1988), il secondo romanzo della serie di Venus Prime di Paul Preuss, è ambientato su Venere, mentre in 3001: Odissea finale (1997), ancora di Arthur C. Clarke, narra della terraformazione di Venere da parte della razza umana, con il protagonista incaricato di portare acqua sul pianeta ottenendolo dal ghiaccio dei nuclei cometari.

#### Cinema e televisione

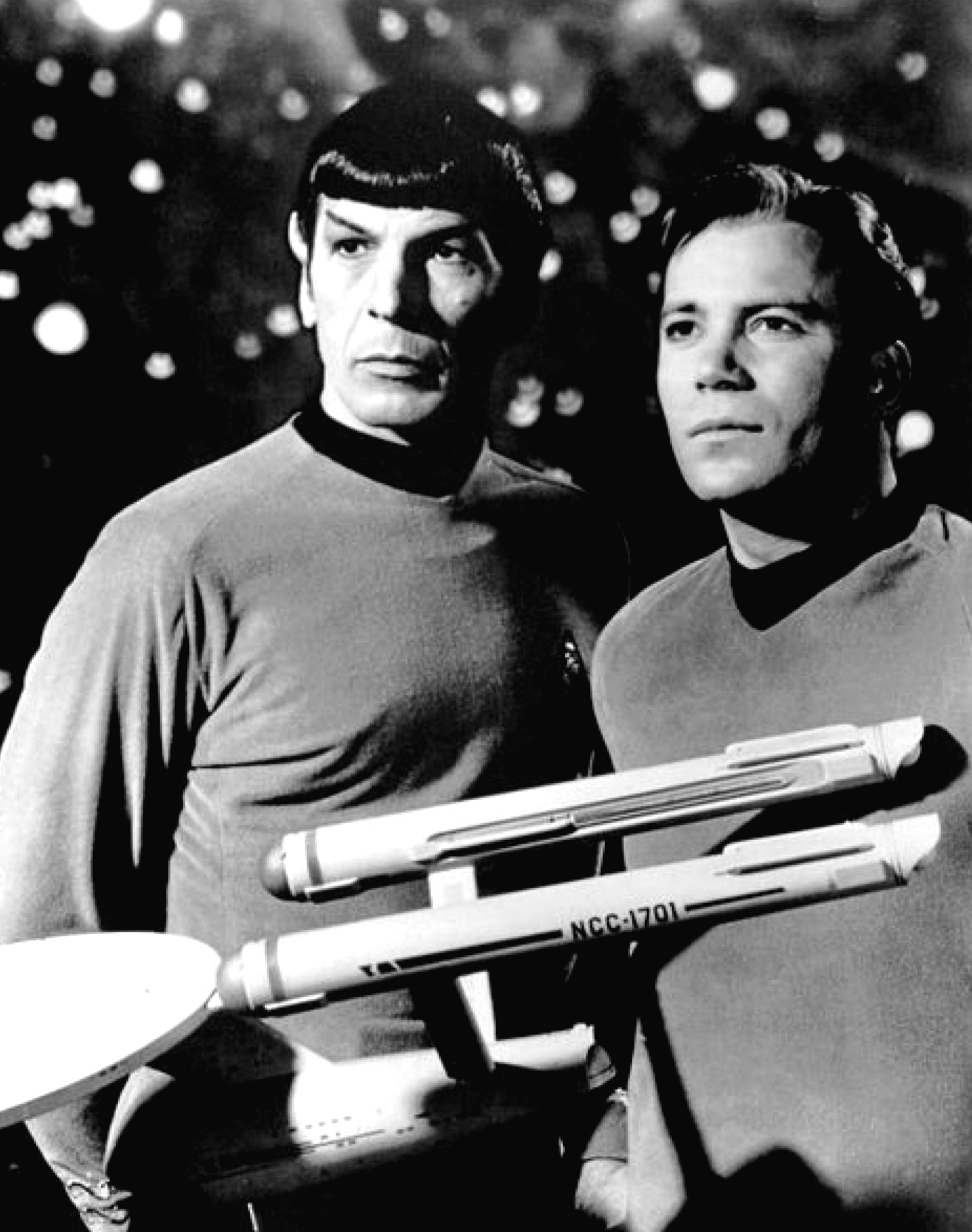
Il capitano Kirk (destra) col suo fidato vice Spock (sinistra) posano dietro a un modellino della USS Enterprise

In campo cinematografico e televisivo sono rari i casi dove Venere è meta di viaggi spaziali o il luogo su cui si svolge un'opera fantascientifica e la Luna e Marte gli sono largamente preferiti come scenari, per via delle condizioni superficiali meno estreme. Come per le opere letterarie, è prima del 1965 che Venere viene maggiormente menzionato in campo cinematografico, talvolta ispirandosi alla dea Venere e descrivendo il pianeta come popolato da donne o società matriarcali. Ne sono esempi la parodia Viaggio al pianeta Venere del 1953 dove Gianni e Pinotto, i protagonisti, finiscono con un razzo su Venere, che risulta popolato da sole donne mentre gli uomini sono da tempo banditi, e La regina di Venere dove alcuni astronauti precipitati sul pianeta fanno la conoscenza della spietata regina Yllana. In Soyux 111 Terrore su Venere, il pianeta è la destinazione di un viaggio dopo la scoperta che l'evento di Tunguska del 1908 fu causato dallo schianto di un'astronave aliena proveniente da Venere; gli astronauti una volta arrivati in superficie scoprono che la civiltà venusiana si era autodistrutta e che il pianeta era diventato piuttosto ostile. Nel film del 1972 Doomsday Machine, diretto da Lee Sholem, viene organizzato un viaggio verso Venere nel tentativo di salvare la razza umana dalla distruzione dell'umanità.
Nell'episodio "Cold Hands, Warm Heart" della seconda stagione della serie televisiva The Outer Limits il futuro Capitano Kirk dell'astronave Enterprise, interpretato da William Shatner, dopo essere stato in orbita attorno a Venere torna sulla Terra dove sperimenta strani sogni nei quale vede un alieno fuori dalla navicella. Nell'universo fantascientifico di Star Trek, Venere, così come le conoscenze delle sonde spaziali avevano rivelato, era un pianeta di classe N che nel XXIV secolo era sede di stazioni di terraformazione. Venere era anche meta per voli di addestramento degli studenti dell'accademia della Flotta Stellare, come peraltro testimonia Chakotay nell'episodio Futuro anteriore nella terza stagione di Star Trek: Voyager, Chakotay era stato due mesi su Venere per imparare a guidare una navetta in mezzo a tempeste atmosferiche.
Il tema della terraformazione viene ripreso anche nell'anime Venus Wars, basato sull'omonimo manga di Yoshikazu Yasuhiko. L'esplorazione, in chiave più prettamente scientifica, viene mostrata nella serie televisiva Space Odyssey: Voyage to the Planets prodotta dalla BBC nel 2004, dove il pianeta è la prima destinazione del vascello scientifico interplatenario Pegasus. Il cosmonauta Ivan Grigor'ev diviene il primo umano a mettere piede sul pianeta nel corso di un breve atterraggio che ha la durata programmata di una sola ora a causa delle condizioni ambientali ostili.

### Scientifiche
- Cartografia di Venere
- Congiunzione di Venere col Sole
- Fasi di Venere
- Superficie di Venere
  - Ishtar Terra
  - Maxwell Montes
- Transito di Venere
  - Transito di Venere del 2012
- Vita su Venere

### Sull'esplorazione
- Pioneer Venus project
- Planet-C
- Programma Venera
- Sonda Magellano
- Vega 1 e 2
- Venus Express

### Non scientifiche
- Battere la Diana
- Colonizzazione di Venere
- Lucifero (astronomia)
- Venere (astrologia)
- Venere (divinità)
- Tavoletta di Venere di Ammi-saduqa